# Honda Civic
 (juillet 2018).
 (octobre 2019).
La Honda Civic est une compacte du constructeur automobile japonais Honda, dont la première génération est apparue en 1972. Le terme Civic exprimait alors l'ambition de Honda de proposer une voiture peu polluante. Elle en est, en 2022, à sa onzième génération.

## Première génération (1972-1979)

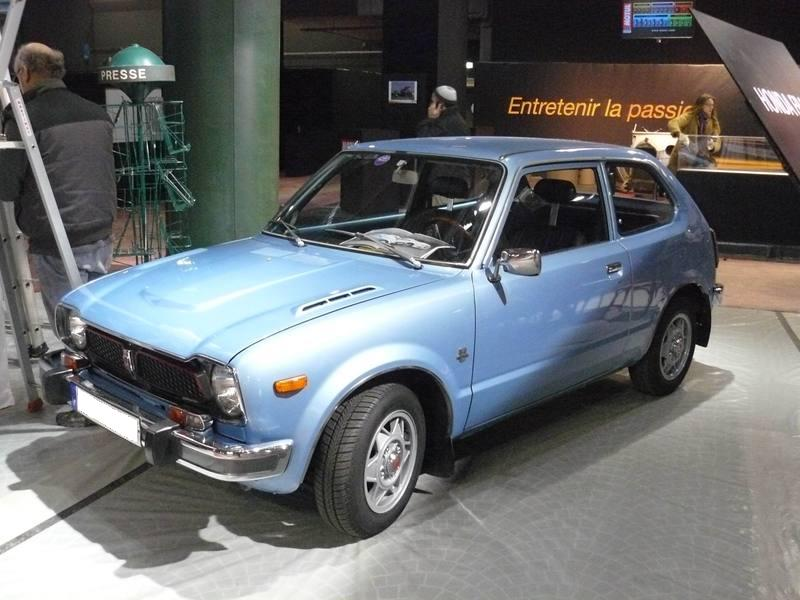
Honda Civic

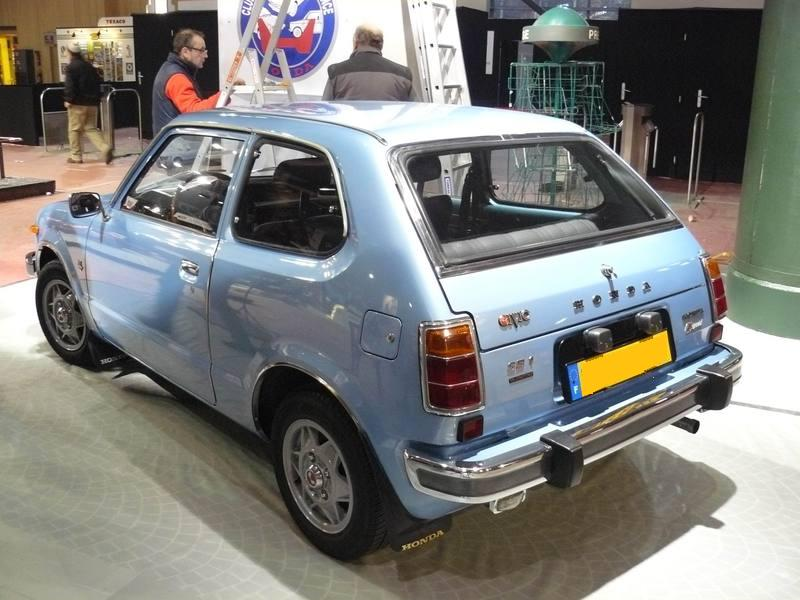
Honda Civic

Les premières automobiles Honda n'ont que 10 ans lorsque Honda Motor Co révèle sa dernière née, la Civic, en juillet 1972, qui va succéder à la Z600.
Bien connu pour ses motocyclettes, les premières années automobiles, pour marquantes qu'elles soient avec les Honda sports ou les mini véhicules N et Z, ne permettent toujours pas d'être un grand exportateur à l'image de ses rivaux nippons.
Développé dans ce but, le programme H1300 ne parvient qu'à faire éclater les conflits internes entre opposants et partisans du refroidissement par air, ceux plus pragmatiques, inquiets pour la pérennité de l'entreprise, et ceux emportés par leur créativité et l'audace technique.
En 1970, le projet de voiture « citoyenne », comme son nom l'indique, démarre à Wako.
Le gouvernement japonais vient d'édicter le people's car plan une voiture populaire qui doit offrir 5 m2 habitables. Parallèlement Honda a besoin d'un véhicule adapté à l'exportation.
L'économie d'utilisation, l'aspect pratique et fonctionnel, la sécurité, la simplicité ou encore la diminution des émissions polluantes sont les éléments centraux du cahier des charges. S'inspirant des préceptes de l'aviation, où chaque kilogramme coûte, l'objectif est de 600 kg, pour un véhicule de 3,30 à 3,40 m sur 1,45 m.
La Civic est une traction à moteur transversal avant. Le bloc moteur EB1 est tout en aluminium et dispose d'un arbre à cames en tête commandé par une courroie crantée, il se révéla particulièrement fiable. La boîte de vitesses est à l'extrémité droite du moteur, une particularité de construction des moteurs Honda qui perdurera 30 ans, ceux-ci tournent dans le sens inverse des aiguilles d'une montre.
Mamoru Sakata, chargé des trains roulants, fait accepter une suspension indépendante sur les quatre roues de types McPherson , et ce, malgré l'avis de Soichiro Honda qui aurait préféré retrouver l'essieu rigide des 1300. Le freinage provient des N et 1300 avec 4 freins à tambours ou un montage mixte en fonction des versions, et elle repose sur des jantes de 12 pouces.
La production atteint rapidement des niveaux inédits pour Honda. 21 320 Civic sont ainsi fabriquées en 1972, puis 80 027 en 1973, 119 855 en 1974 et 160 126 en 1975. Au total, 1 186 194 exemplaires de la première génération seront produits. C'est la première automobile Honda à être vendue en Europe.
Remarquablement construite et présentée (ceintures à enrouleurs, appuie-têtes, dégivrage arrière, peinture métallisée, sellerie luxueuse, autoradio, climatisation et boite automatique optionnelles) par rapport à ses concurrentes de l'époque, cette génération est aujourd'hui la plus recherchée et la plus rare, particulièrement en version 3 portes et boite manuelle.

## Deuxième génération (1979-1983)
La deuxième génération de Civic arrive en août 1979. La ligne est proche de celle du modèle sortant et les évolutions techniques sont peu nombreuses mais le gabarit est nettement revu à la hausse. L'empattement de 2,20 m est porté à 2,25 m sur la nouvelle Civic 3 portes et même à 2,32 m sur les versions 5 portes et break. La longueur de la carrosserie, auparavant de 3,54 m passe quant à elle à 3,76 m en 3 portes, 3,83 m en 5 portes et même 3,99 m en break. Cette génération se divise en 2 groupes : celles de 79-81 et celles de 82-83.
Les 79-81 possèdent un tableau de bord spécifique avec boutons rotatifs sur le côté du combiné d’instrumentation. Cette demi-génération possède des pare-chocs métalliques, des phares ronds et des ouïes sont encore présentes sur le capot. elle existe en 3 et 5 portes et en boite hondamatic 2 rapports, boite manuelle 4 et 5 rapports.
À partir de 1982, le tableau de bord change et gagne en modernité même s'il n'y a toujours pas de console centrale. Les pare-chocs sont désormais en plastique, et la Civic gagne des phares rectangulaires. La boite Hondamatic (boite semi-automatique à convertisseur de couple) gagne un Overdrive avec témoin sur le tableau de bord. En France, une Renault 5 valait plus qu'une Civic, Honda pratiquait alors une politique commerciale très agressive. Ainsi en 1983, on disposait de vitres teintées, d'un autoradio Blaupunkt FM, d'essuie-glaces intermittents, d'une sellerie valorisante et d'une ouverture du coffre de l'intérieur.
Une Civic "S" type SS33 est même proposée qui disposait de 2 carburateurs simple corps pour une puissance de 80 ch. Le toit ouvrant était en série et l'intérieur spécifique.
Cette génération a beaucoup été vendue aux États-Unis ou elle disposait de la technologie CVCC ainsi que d'une vraie boite automatique à 3 rapports.
La Triumph Acclaim se sert de cette génération de Civic pour conquérir le marché européen. Ainsi, en France ni la Honda Civic 4 portes, ni la Honda Ballade ne seront proposées.

## Troisième génération (1983-1987)
L'apparition de la 3e génération de Civic montre des changements par rapport à sa devancière. Honda modifie complètement son best-seller en privilégiant l'habitabilité. Dans cette optique, le capot moteur devient très court et plongeant. De ce fait, les places avant sont étonnamment grandes et le modèle à boite automatique (1.5GL) des plus recherchées.
Deux nouvelles carrosseries viennent compléter la gamme. Il s'agit du break Shuttle, et le coupé CRX. Le Shuttle remplace à sa manière l'ancienne Civic 5 portes et son allonge de coffre. L'apparition d'un coupé sportif est plus inattendue. Honda revient sur le devant de la scène des sportives de série ; chose qu'on n'avait plus vu depuis le S800. Inattendu mais « normal » si l'on considère la formidable prestation du constructeur dans les années 1980 en Formule 1.
Le plus gros changement est l'inauguration d'un nouveau moteur à injection multipoint sous le capot du coupé Civic CRX. Tout en aluminium, il développe 101 ch dans 1 488 cm3, et dispose de 3 soupapes par cylindre, soit 12 soupapes. Ce moteur sera ensuite reconduit sous le capot de la Civic, la version GT.
En 1986, Honda développe un moteur double arbres à came en tête, et l'installe à nouveau dans le Civic CRX. Il développe 125 ch dans 1 590 cm3, et mu par 16 soupapes. Sa suspension arrière est spécifique.
La version 4 portes, diffusée sous plusieurs marques : TRover 213 en Europe, ne se vendra pas beaucoup. Seul le marché asiatique garde une importance pour ce type de carrosserie où Honda la vendra sous sa véritable appellation.

### Motorisations disponibles
| Type         | Modèle                   | Cylindrée | Puissance | Carrosserie    | Code moteur    | Carburant | Poids (kg) |
| ------------ | ------------------------ | --------- | --------- | -------------- | -------------- | --------- | ---------- |
| AG33 et AG53 | 1.3                      | 1 342 cm3 | 71 ch     | 3 portes       | D15A1 (ou EV2) | Essence   | 805        |
| AK53 et AH53 | 1.5 GL et 1.5 S          | 1 488 cm3 | 85 ch     | 3 ou 4 portes  | D15A2 (ou EW2) | Essence   |            |
| AK53 et AH53 | 1.5i GT                  | 1 488 cm3 | 101 ch    | 3 portes       | D15A3 (ou EW3) | Essence   |            |
| AN55         | 1.5                      | 1 488 cm3 | 85 ch     | Break 5 portes | D15A3 (ou EW3) | Essence   | 885        |
| AF53         | 1.5i Si                  | 1 488 cm3 | 100 ch    | Coupé 2 portes | D15A3 (ou EW3) | Essence   | 825        |
| AS53         | 1.6i 16                  | 1 590 cm3 | 125 ch    | Coupé 2 portes | D16A1 (ou ZC1) | Essence   | 890        |
| AH53         | Si AT (Japon uniquement) | 1 595 cm3 | 125 ch    | 3 portes       | D16A1 (ou ZC1) | Essence   |            |

## Quatrième génération (1988-1991)
Cette quatrième génération n'est pas vraiment en rupture avec la génération qu'elle remplace. Honda s'est contenté de réactualiser la ligne de la Civic avec davantage de douceur. Un nouveau moteur plus pointu, dérivé de la conception de celui de la super-car NSX, vient coiffer la gamme ; il s'agit du moteur VTEC. Développant 150 ch (B16A1), il confère à la Civic un piment bien particulier, et une alternative bien séduisante à la concurrence qui propose des moteurs turbo.
Comme la génération précédente, la Civic est proposée dans sa version coupé, le fameux CR-X, avec lequel elle partage une plateforme commune.
Il y a aussi une autre déclinaison qui revient sur cette génération : le Shuttle. Cette version 5 portes de la Civic proposant une grande habitabilité dans une carrosserie type monospace apparaîtra pour la dernière fois sur cette génération. Il fut produit de 1988 à 1995.
Décimée par le tuning, cette version est aujourd'hui rare et très recherchée dans sa configuration d'origine.

### Motorisations disponibles
| Type                                 | Modèle            | Cylindrée | Puissance             | Carrosserie    | Code moteur | Carburant | Poids (kg) |
| ------------------------------------ | ----------------- | --------- | --------------------- | -------------- | ----------- | --------- | ---------- |
| EC8                                  | 1.3               | 1 343 cm3 | 75 ch à 6 300 tr/min  | 3 portes       | D13B1/D13B2 | Essence   | 835        |
| EC932 (manuelle) EC942 (automatique) | 1.4 16s SOHC      | 1 396 cm3 | 90 ch à 6 300 tr/min  | 3 portes       | D14A1       | Essence   | 850        |
| EE6 (CRX) (automatique)              | 1.4 16s SOHC      | 1 396 cm3 | 90 ch à 6 300 tr/min  | Coupé 2 portes | D14A1       | Essence   | 850        |
| ED6                                  | 1.5i              | 1 493 cm3 | 90 ch à 6 000 tr/min  | 3 portes       | D15B2       | Essence   | N.C        |
| ED7 (Si)                             | 1.6 16s DOHC      | 1 590 cm3 | 130 ch à 6 800 tr/min | 3 portes       | D16A9       | Essence   | 915        |
| EE9                                  | 1.6 16s Vtec DOHC | 1 595 cm3 | 150 ch à 7 600 tr/min | 3 portes       | B16A1       | Essence   | 1 025      |
| EF9                                  | 1.6 16s Vtec DOHC | 1 595 cm3 | 158 ch à 7 600 tr/min | 3 portes       | B16A        | Essence   | 990        |
| ED9 (CRX)                            | 1.6 16s DOHC      | 1 590 cm3 | 130 ch à 6 800 tr/min | Coupé 2 portes | D16A9       | Essence   | 935        |
| EE8 (CRX)                            | 1.6 16s Vtec DOHC | 1 595 cm3 | 150 ch à 7 600 tr/min | Coupé 2 portes | B16A1       | Essence   | 1 015      |
| EF8 (CRX)                            | 1.6 16s Vtec DOHC | 1 595 cm3 | 158 ch à 7 600 tr/min | Coupé 2 portes | B16A        | Essence   | 970        |
| EE1                                  | 1.4 16s SOHC      | 1 396 cm3 | 90 ch à 6 300 tr/min  | 5 portes       | D14A1       | Essence   | N.C        |
| EE4                                  | 1.6 16s SOHC      | 1 590 cm3 | 108 ch à 5 600 tr/min | 5 portes       | D16A7       | Essence   | N.C        |

## Cinquième génération (1992-1995)
Cette cinquième génération de Civic se décline sous trois carrosseries différentes : une trois portes, un coupé deux portes et une berline à trois volumes (Civic Ferio). La gamme débute en France par la Civic EX (EG3), motorisée par un petit 1,3 litre à carburateur de 75 ch, et est chapeautée par le modèle VTi, fort de ses 160 ch.
À l'instar de la version précédente, il est rare de trouver une Civic V d'origine, ce qui rend ces exemplaires très désirables, dans les versions les plus puissantes.

### Motorisations disponibles

#### Gamme européenne
| Type | Modèle  | Cylindrée | Puissance             | Carrosserie      | Code moteur | Carburant | Poids    |
| ---- | ------- | --------- | --------------------- | ---------------- | ----------- | --------- | -------- |
| EG3  | EX/DX   | 1 343 cm3 | 75 ch à 6 300 tr/min  | 3 portes         | D13B2       | Essence   | 925 kg   |
| EG4  | LSi/DXi | 1 493 cm3 | 90 ch à 6 000 tr/min  | 3 portes         | D15B2       | Essence   | 950 kg   |
| EJ2  | LSi     | 1 493 cm3 | 102 ch à 5 900 tr/min | 2 portes (Coupe) | D15B7       | Essence   | 1 015 kg |
| EG8  | LSi     | 1 493 cm3 | 90 ch à 5 600 tr/min  | 4 portes (Ferio) | D15B2       | Essence   | 1 015 kg |
| EG4  | VEi     | 1 493 cm3 | 90 ch à 5 600 tr/min  | 3 portes         | D15Z1       | Essence   | 935 kg   |
| EG8  | VEi     | 1 493 cm3 | 90 ch à 5 600 tr/min  | 4 portes (Ferio) | D15Z1       | Essence   | 1 005 kg |
| EG5  | ESi     | 1 590 cm3 | 125 ch à 6 500 tr/min | 3 portes         | D16Z6       | Essence   | 985 kg   |
| EJ1  | ESi     | 1 590 cm3 | 125 ch à 6 600 tr/min | 2 portes (Coupe) | D16Z9       | Essence   | 1 060 kg |
| EH9  | ESi     | 1 590 cm3 | 125 ch à 6 600 tr/min | 4 portes (Ferio) | D16Z6       | Essence   | 1 030 kg |
| EG6  | VTi     | 1 595 cm3 | 160 ch à 7 600 tr/min | 3 portes         | B16A2       | Essence   | 1 080 kg |
| EG9  | VTi     | 1 595 cm3 | 160 ch à 7 600 tr/min | 4 portes (Ferio) | B16A2       | Essence   | 1 105 kg |

#### Gamme Japonaise
| Type | Modèle | Cylindrée | Puissance             | Carrosserie      | Code moteur | Carburant | Poids (boîte automatique) |
| ---- | ------ | --------- | --------------------- | ---------------- | ----------- | --------- | ------------------------- |
| EG3  | EL     | 1 343 cm3 | 85 ch à 6 300 tr/min  | 3 portes         | D13B        | Essence   | 920 kg (940 kg)           |
| EG7  | EL     | 1 343 cm3 | 85 ch à 6 300 tr/min  | 4 portes (Ferio) | D13B        | Essence   | 960 kg (980 kg)           |
| EG4  | MX     | 1 493 cm3 | 100 ch à 6 300 tr/min | 3 portes         | D15B        | Essence   | 950 kg (970 kg)           |
| EG8  | MX     | 1 493 cm3 | 100 ch à 6 300 tr/min | 4 portes (Ferio) | D15B        | Essence   | 990 kg (1 010 kg)         |
| EG4  | ETi    | 1 493 cm3 | 94 ch à 5 500 tr/min  | 3 portes         | D15B        | Essence   | 930 kg                    |
| EG8  | ETi    | 1 493 cm3 | 94 ch à 5 500 tr/min  | 4 portes (Ferio) | D15B        | Essence   | 970 kg                    |
| EG4  | VTi    | 1 493 cm3 | 130 ch à 6 800 tr/min | 3 portes         | D15B        | Essence   | 990 kg (1 010 kg)         |
| EG8  | VTi    | 1 493 cm3 | 130 ch à 6 800 tr/min | 4 portes (Ferio) | D15B        | Essence   | 1 040 kg (1 060 kg)       |
| EJ1  | Coupe  | 1 590 cm3 | 130 ch à 6 600 tr/min | 2 portes (Coupe) | D16A        | Essence   | (1 060 kg)                |
| EG6  | SiR    | 1 595 cm3 | 170 ch à 7 800 tr/min | 3 portes         | B16A        | Essence   | 1 040 kg                  |
| EG9  | SiR    | 1 595 cm3 | 170 ch à 7 800 tr/min | 4 portes (Ferio) | B16A        | Essence   | 1 090 kg (1 130 kg)       |
| EG6  | SiR-II | 1 595 cm3 | 170 ch à 7 800 tr/min | 3 portes         | B16A        | Essence   | 1 050 kg (1 090 kg)       |
| EH1  | RTX    | 1 590 cm3 | 105 ch à 6 300 tr/min | 4 portes (Ferio) | ZC          | Essence   | 1 120 kg (1 160 kg)       |
| EH1  | RTSi   | 1 590 cm3 | 130 ch à 6 300 tr/min | 4 portes (Ferio) | ZC          | Essence   | 1 130 kg (1 170 kg)       |

Modèles 2 portes et 4 portes
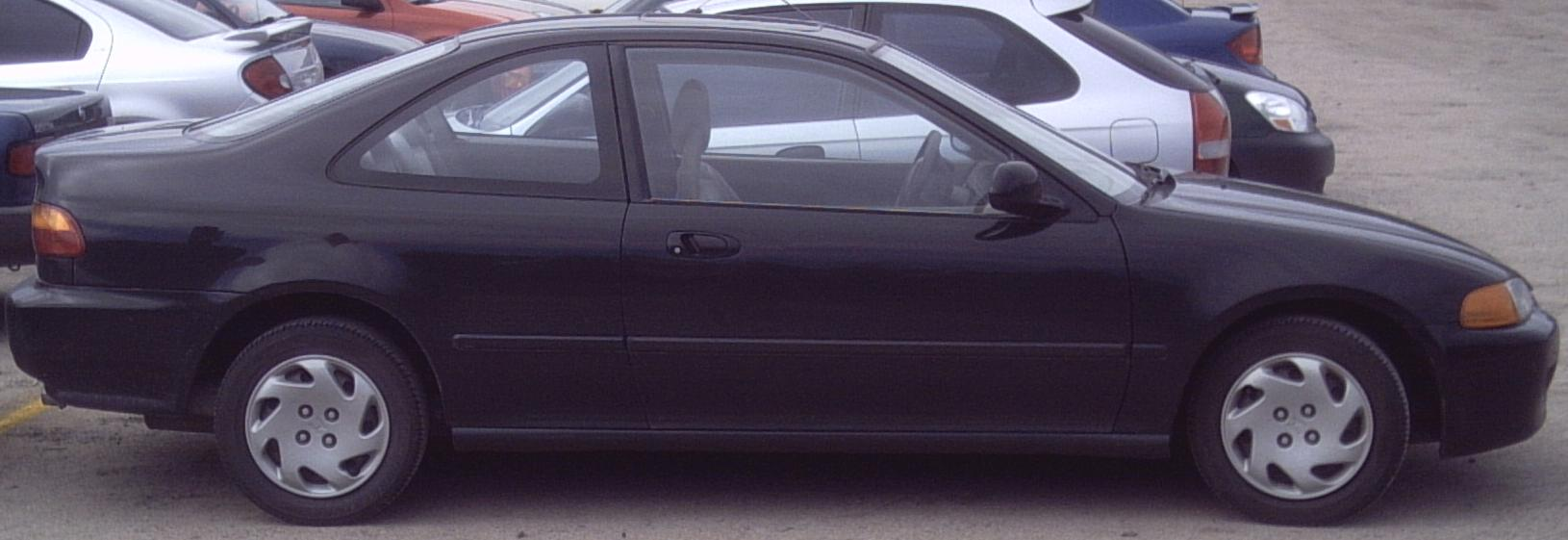
Civic Coupe (EJ2/EJ1).
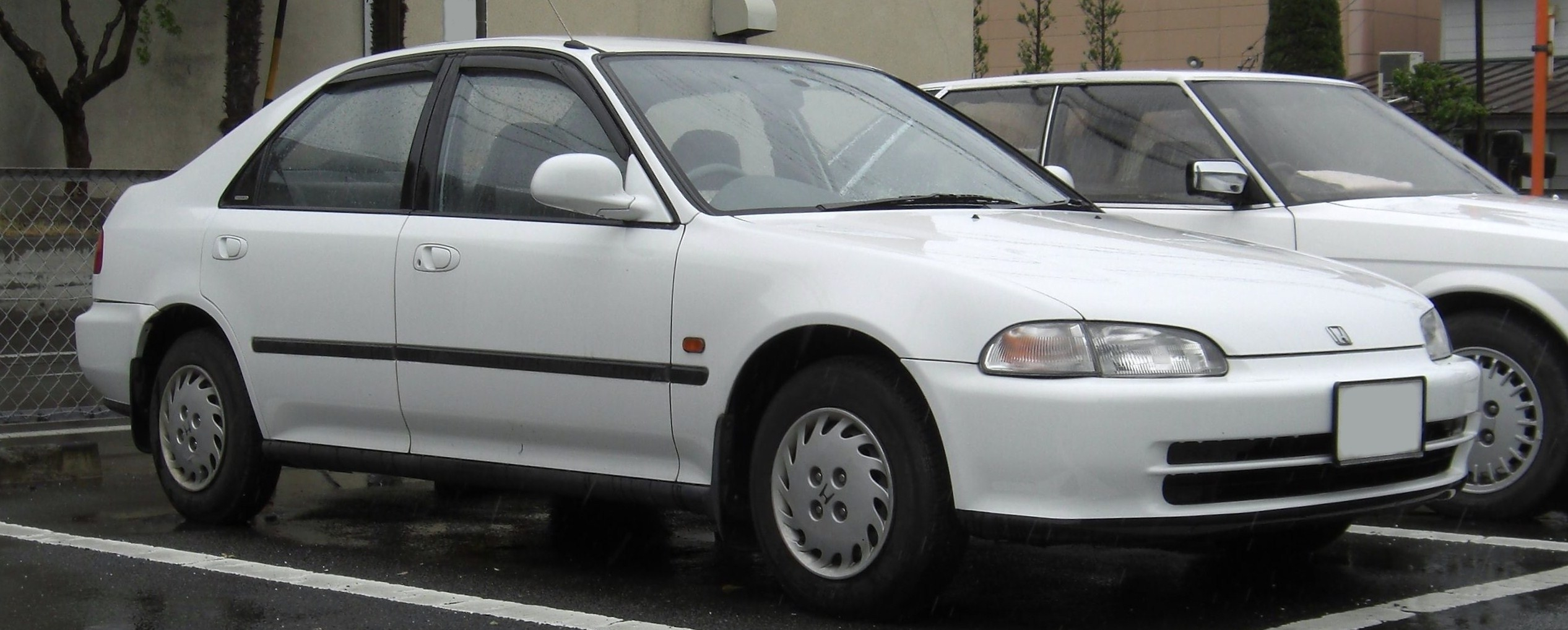
Civic Ferio (EG8/EH9/EG9).

## Sixième génération (1995-2000)

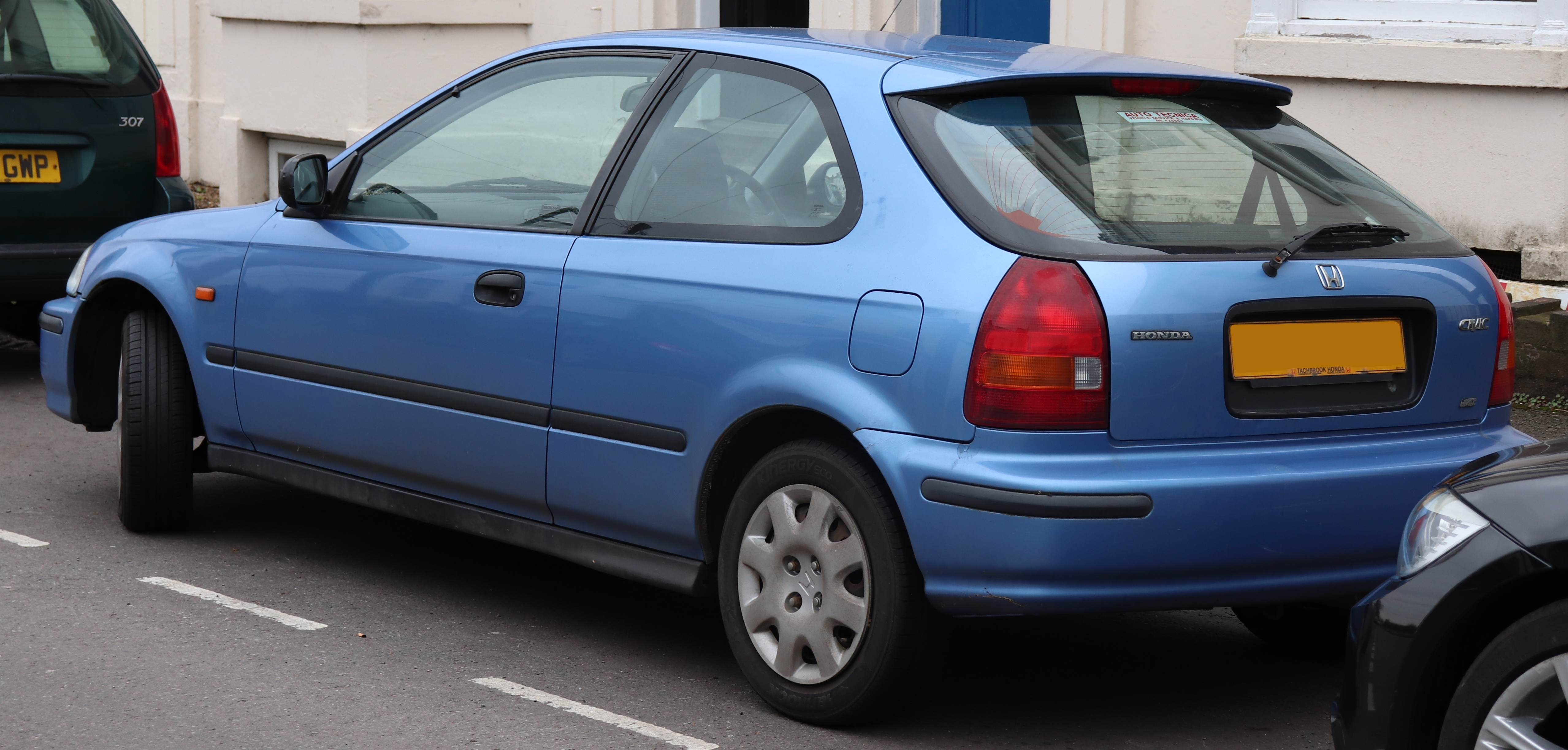
Honda Civic VI phase 1 3 portes.

La sixième génération de Honda Civic apparaît comme une continuité de la précédente. Trois carrosseries sont à nouveau proposées : trois portes (hatchback), quatre portes (berline) et deux portes (coupé).
Plusieurs motorisations furent offertes, dépendant des marchés et des versions. En Amérique du Nord, seuls le D16Y7 (seul moteur disponible pour la version trois portes), le D16Y8 VTEC (version EX américaine, Si canadienne) et le B16A2 VTEC (version Si américaine, SiR canadienne) ont été proposés.
Côté motorisation, on retrouve les blocs qui font la réputation du constructeur japonais, en allant du petit 1,4 L de 75 ch au puissant 1,6 L Vtec de 185 ch (soit 115,625 ch au litre).
Deux versions 5 portes existent aussi (Civic Aerodeck et liftback), mais si elles portent le nom de « Civic », elles apparaissent comme faisant partie d'une gamme à part. En effet, d'une part, elles sont produites sur les mêmes chaînes de fabrication que la Rover 400 et comprennent donc beaucoup de pièces en commun, une main d’œuvre anglaise mais sont bel et bien conçues par les Japonais, et que, d'autre part, si elles se différencient de sa cousine britannique par leurs moteurs essence d'origine Honda, elles sont les seules Civic de leur génération à proposer un bloc diesel.
À l'instar de beaucoup d'autres Honda, cette génération de Civic a été très populaire dans le milieu du tuning ; l'efficacité de son châssis et son prix assez bas en ont fait une base idéale pour toutes sortes d'expérimentations.

### Motorisations disponibles
| Type | Modèle                           | Cylindrée | Puissance             | Carrosserie    | Code moteur | Carburant | Poids (kg)            |
| ---- | -------------------------------- | --------- | --------------------- | -------------- | ----------- | --------- | --------------------- |
| EJ9  | 1.4i                             | 1 396 cm3 | 75 ch à 5 700 tr/min  | 3 portes       | D14A3       | Essence   | 965 (BVM) - 990 (BVA) |
| EJ9  | 1.4i S                           | 1 396 cm3 | 90 ch à 6 300 tr/min  | 3 ou 4 portes  | D14A4/D14Z2 | Essence   | 965 (BVM) - 990 (BVA) |
| EK3  | 1.5i LS                          | 1 493 cm3 | 114 ch à 6 500 tr/min | 3 ou 4 portes  | D15Z6       | Essence   | 1 000 (3p) 1 025 (4p) |
| EK1  | 1.6i ES                          | 1 590 cm3 | 114 ch à 6 500 tr/min | 3 portes       | D16Y5       | Essence   | 1 030 (BVA)           |
| EJ6  | 1.6i LS                          | 1 590 cm3 | 105 ch à 6 200 tr/min | Coupé 2 portes | D16Y7       | Essence   | 1 100                 |
| EJ8  | 1.6i SR                          | 1 590 cm3 | 127 ch à 6 600 tr/min | Coupé 2 portes | D16Y8       | Essence   | 1 105                 |
| EK4  | 1.6 VTI                          | 1 595 cm3 | 160 ch à 7 600 tr/min | 3 ou 4 portes  | B16A2       | Essence   | 1 090 (3p) 1 115 (4p) |
| EM1  | 1.6 VTI (États-Unis/Royaume-Uni) | 1 595 cm3 | 160 ch à 7 600 tr/min | Coupé 2 portes | B16A2       | Essence   | 1150                  |
| EK9  | Type R (au Japon)                | 1 595 cm3 | 185 ch à 8 200 tr/min | 3 portes       | B16B        | Essence   | 1 090                 |
| MB1  | 1.6i SR VTEC                     | 1 590 cm3 | 127 ch à 6 600 tr/min | 5 portes       | D16Y2       | Essence   | 1150                  |
| MB6  | 1.8 VTI                          | 1 795 cm3 | 169 ch à 7 600 tr/min | 5 portes       | B18C4       | Essence   | 1190                  |
| MC2  | 1.8 VTI                          | 1 795 cm3 | 169 ch à 7 600 tr/min | break 5 portes | B18C4       | Essence   | 1255                  |

### Galerie

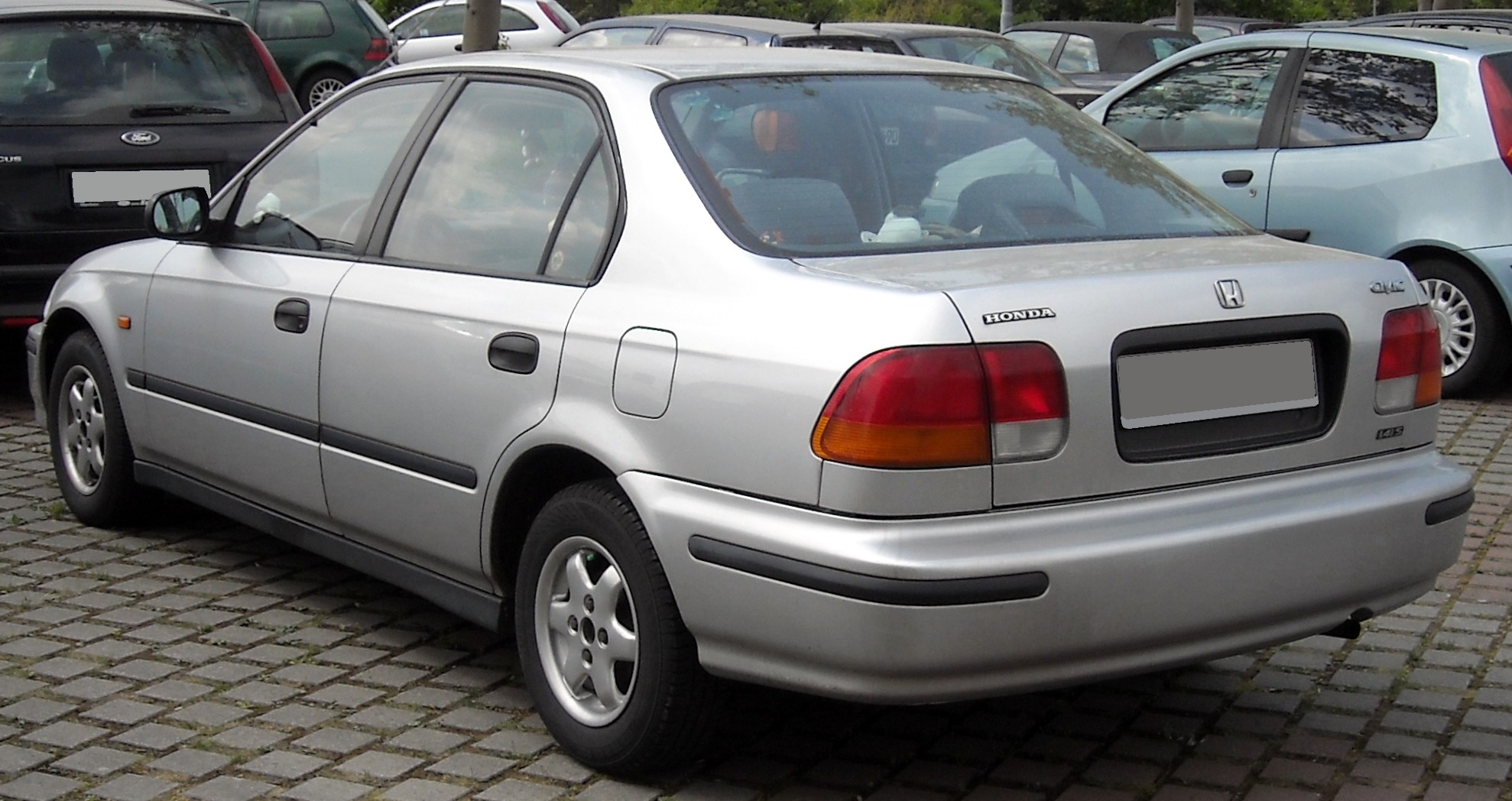
Honda Civic VI phase 1 4 portes
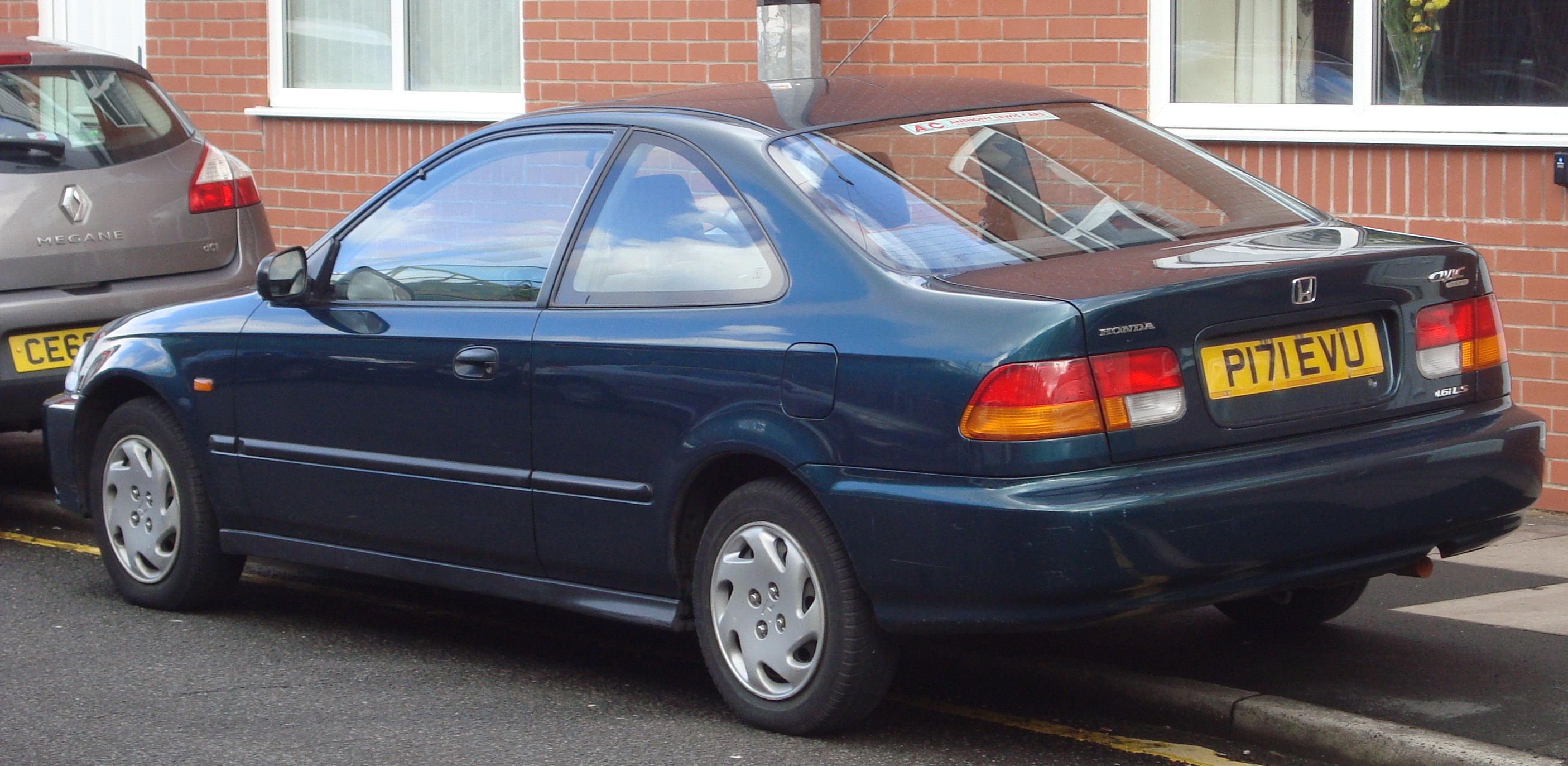
Honda Civic VI phase 1 2 portes
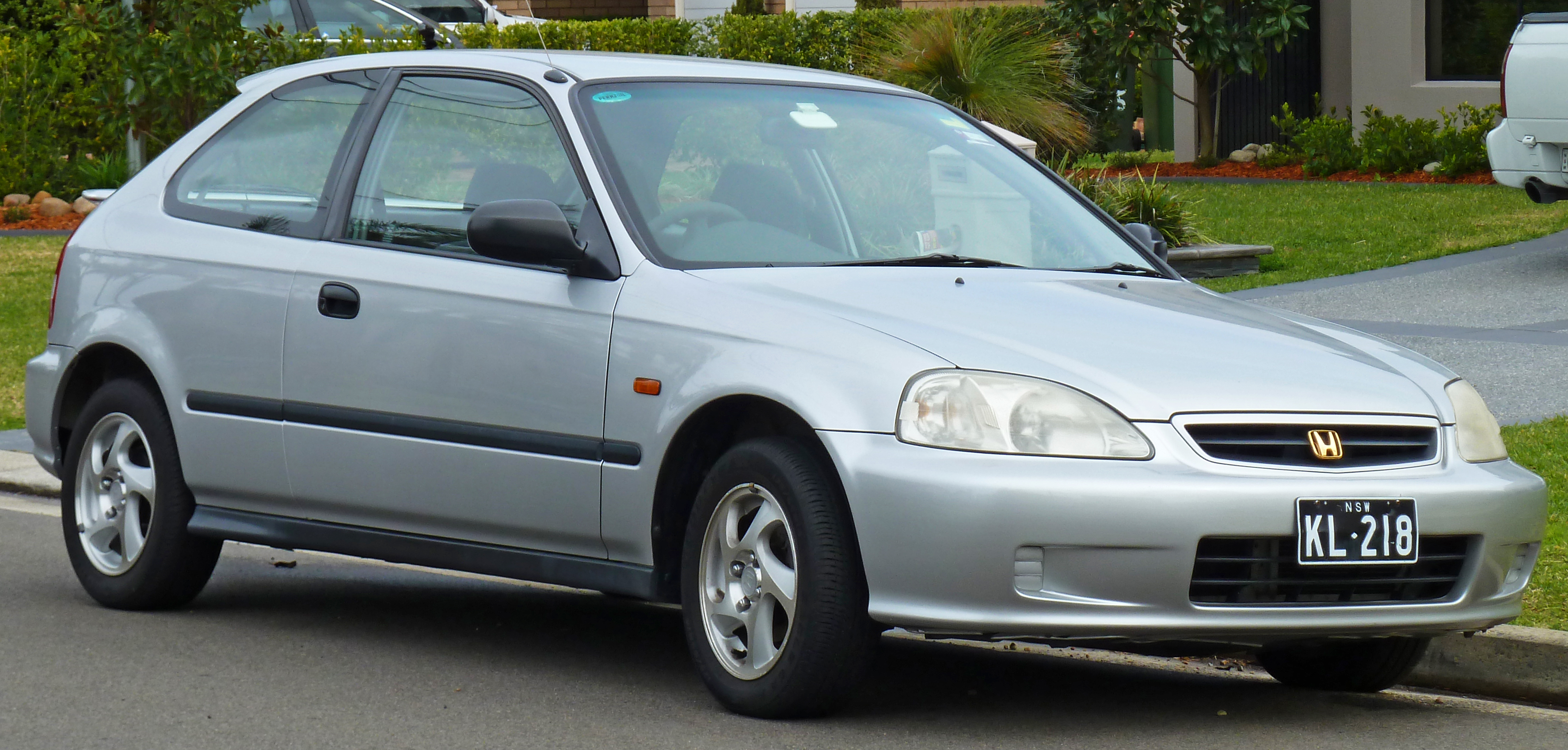
Honda Civic VI phase 2 3 portes

## Septième génération (2001-2005)
Cette génération de Civic est lancée en 2001, d'abord en 5 portes puis en une variante 3 portes en fin d'année, cette dernière étant légèrement plus courte mais aussi un peu moins haute.
Spécialement développée pour l'Europe, ces carrosseries de Civic diffèrent radicalement de celles diffusées aux États-Unis et au Japon. Le coupé à 2 portes et la version à 4 portes sont communes à tous les marchés (pour la 4 portes, seule la version hybride Civic IMA est commercialisée en Europe).
La Civic 5 portes se veut plus pratique que les précédentes générations, et semble s'inspirer de l'univers des monospaces comme de nombreuses compactes destinée à l'Europe au début des années 2000 (Fiat Stilo, Peugeot 307...) : elle est bien plus haute  et dispose d'un plancher plat.
Une version Sport sera disponible sur la EP2, et bénéficiera du moteur D16V1 (1,6 L VTEC 110 ch). De plus, en 2003 Honda fera une série limitée de la Type R EP3 afin de célébrer les 30 ans de la Civic sur le marché européen. Cette série spéciale (30e Anniversaire) se distingue par un intérieur rouge et des baquets Recaro. Cette série était proposée en trois coloris, à savoir noir, rouge et blanc, les couleurs spécifiques du logo Type R.
Niveau moteur, la Type R se dote du fameux bloc K20A de 200 chevaux, réputé notamment pour ses performances, son endurance et son incroyable solidité.
La Civic destinée à l'Europe est produite en Grande-Bretagne à Swindon. Les autres versions de Civic sont fabriquées dans de nombreux pays : Japon (à Suzuka), États-Unis, Canada, Venezuela, Thaïlande, Pakistan, Brésil, Indonésie et Philippines.
Elle est restylée en 2004. Les modèles 3 portes et 5 portes adoptent une calandre plus ouvertes et des feux "cristal", alors en vogue.

### Motorisations disponibles
| Type    | Modèle   | Cylindrée | Puissance                                            | Carrosserie | Code moteur                 | Carburant | Poids (kg) |
| ------- | -------- | --------- | ---------------------------------------------------- | ----------- | --------------------------- | --------- | ---------- |
| EP1     | 1.4LS    | 1 398 cm3 | 90 ch à 5 600 tr/min                                 | 3 portes    | D14Z6                       | Essence   | 1 123      |
| EU7     | 1.4S/LS  | 1 398 cm3 | 90 ch à 5 600 tr/min                                 | 5 portes    | D14Z6                       | Essence   | 1 141      |
| EP2     | 1.6ES/LS | 1 598 cm3 | 110 ch à 5 600 tr/min                                | 3 portes    | D16V1                       | Essence   | 1 142      |
| EU8     | 1.6LS/ES | 1 598 cm3 | 110 ch à 5 600 tr/min                                | 5 portes    | D16V1                       | Essence   | 1 167      |
| EP3     | Type R   | 1 998 cm3 | 200 ch à 7 400 tr/min                                | 3 portes    | K20A2 (k20A3 160 ch)(K20A2) | Essence   | 1 210      |
| EP4     | 1.7CTDI  | 1 686 cm3 | 100 ch à 4 400 tr/min                                | 3 portes    | Isuzu 4EE2                  | Diesel    | 1 265      |
| EU9     | 1.7CTDI  | 1 686 cm3 | 100 ch à 4 400 tr/min                                | 5 portes    | Isuzu 4EE2                  | Diesel    | 1 279      |
| EM2/ES2 | 1.7 LS   | 1 668 cm3 | 120 ch (VTEC 125 ch) à 6 100 tr/min (à 6 300 tr/min) | 2 portes    | D17A8 et VTEC D17A2         | Essence   | 1 095      |

### Finitions
Finitions disponibles en France sur les versions 3 et 5 portes lors du restylage début 2004:
- LS
- Sport (3 portes uniquement)
- ES

La Civic IMA (4 portes) est proposé dans un unique niveau de finition IMA.

### Galerie

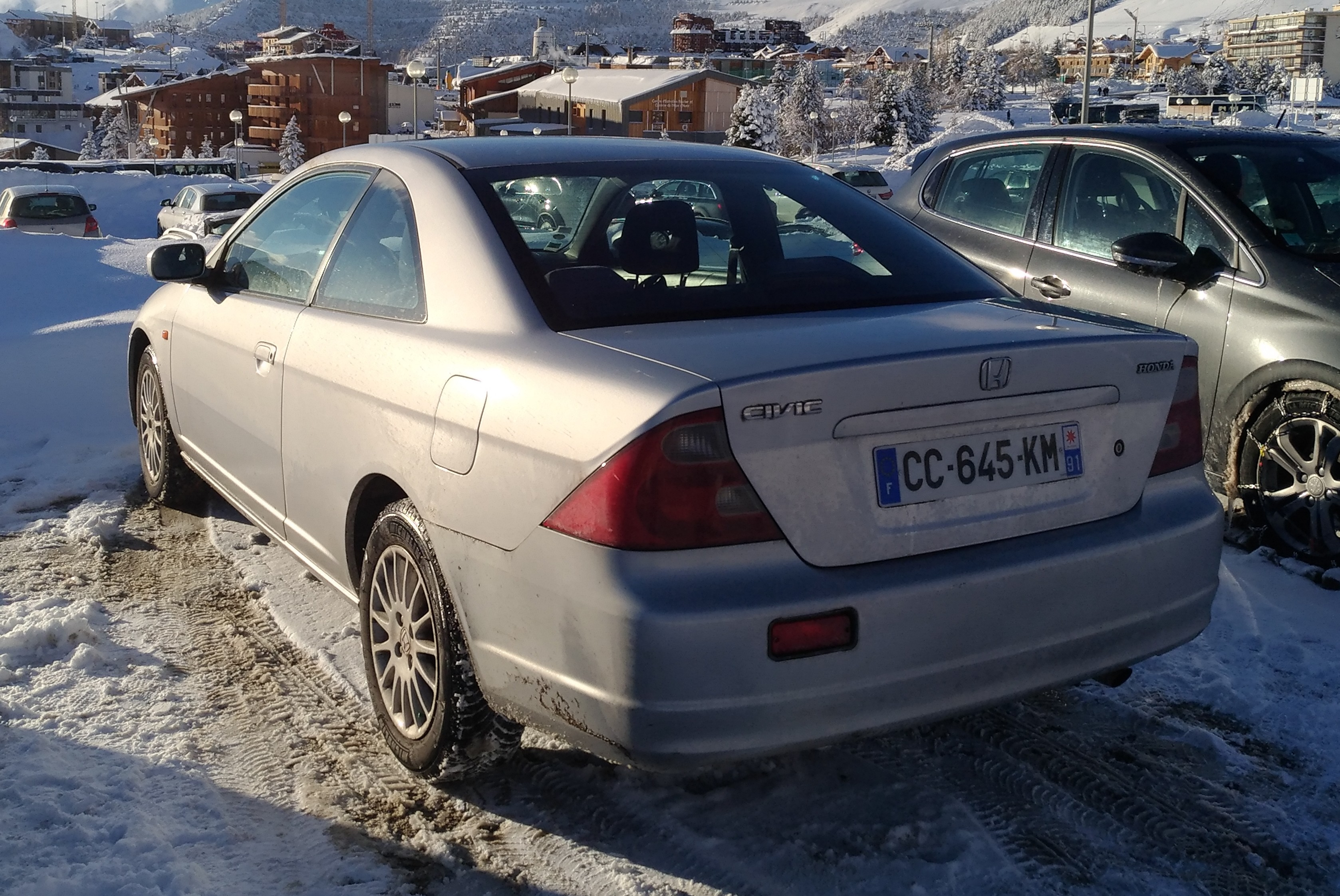
Honda Civic VII Coupé (EM2)
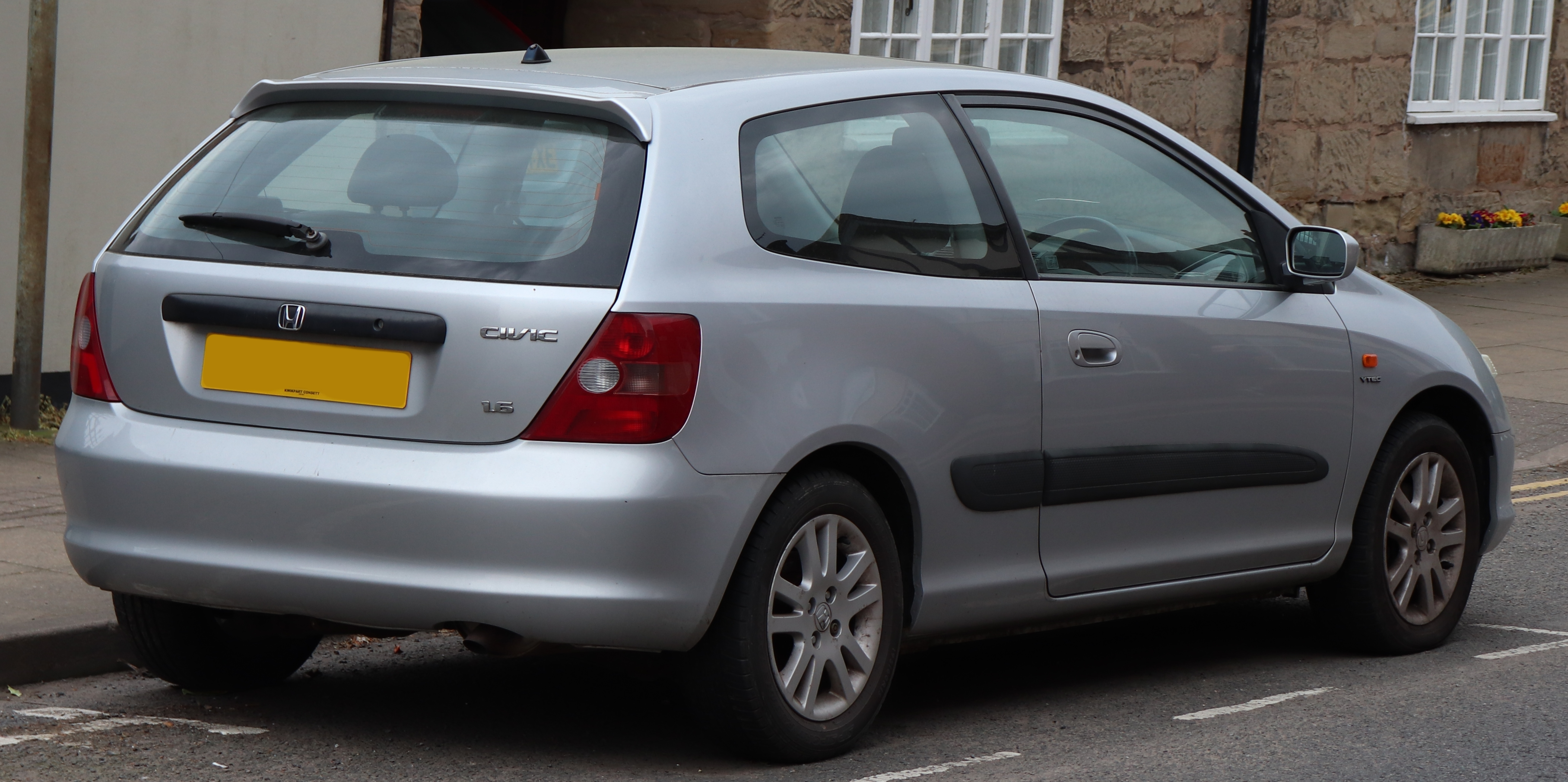
Honda Civic VII phase 1 3 portes
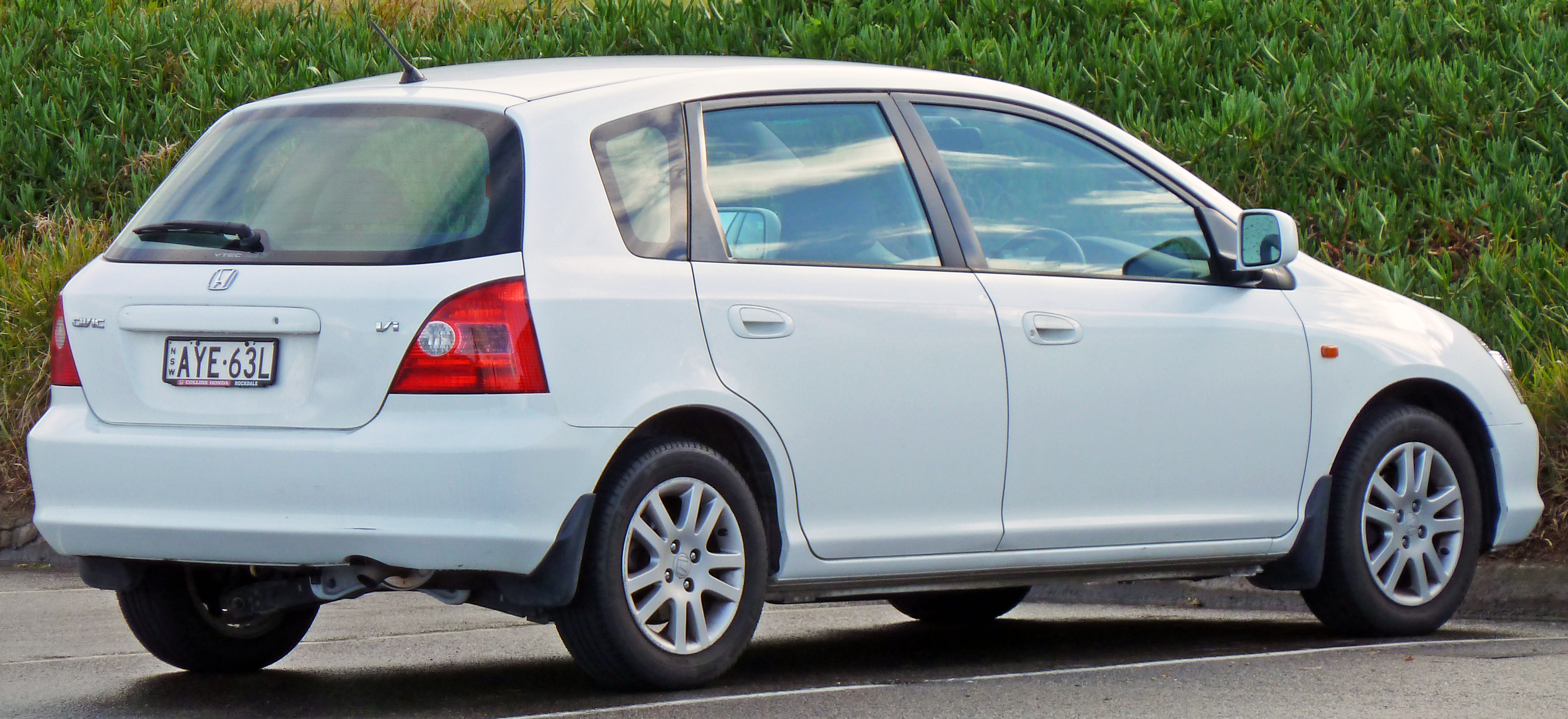
Honda Civic VII phase 1 5 portes
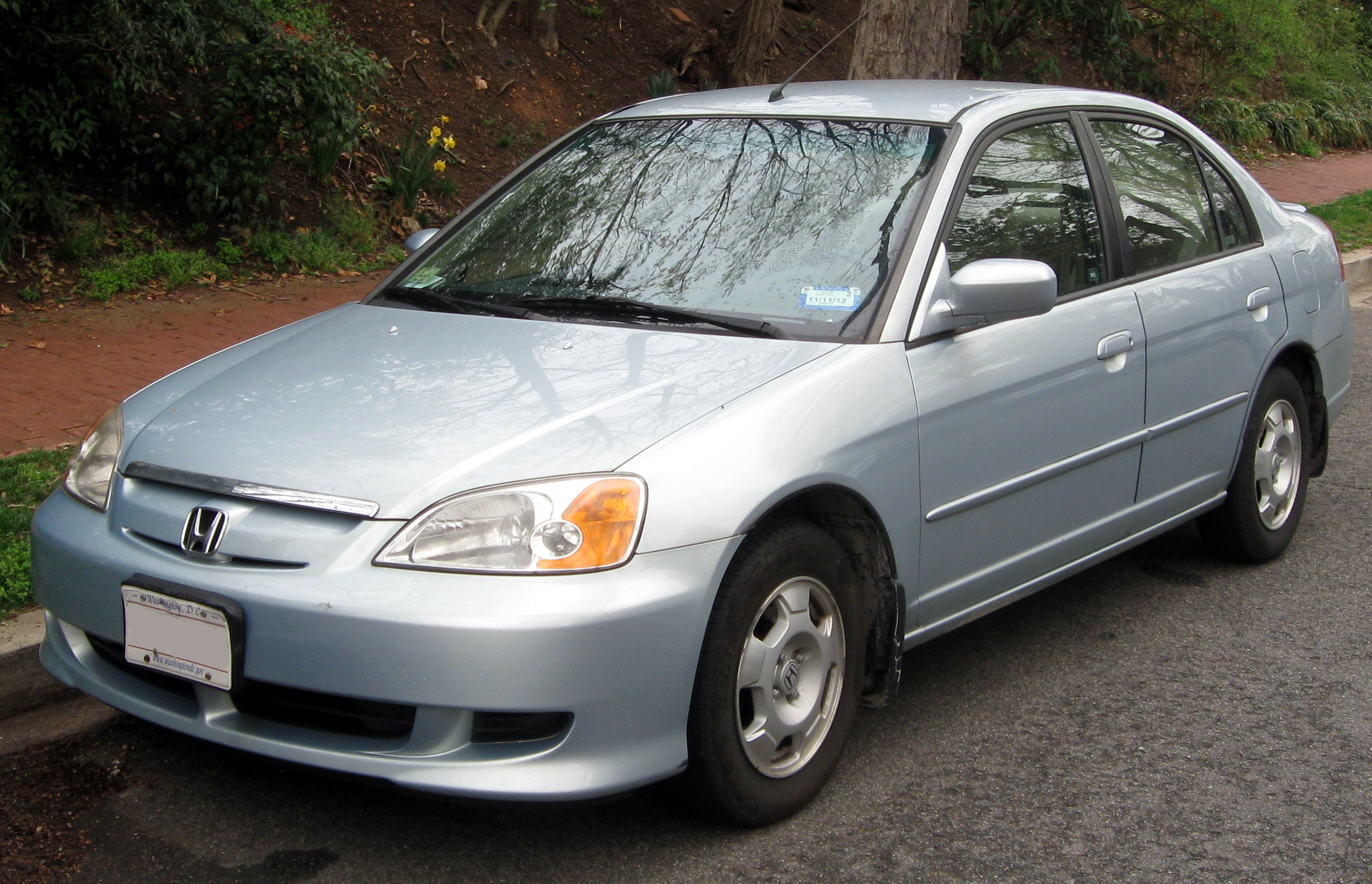
Honda Civic VII IMA (4 portes) phase 1
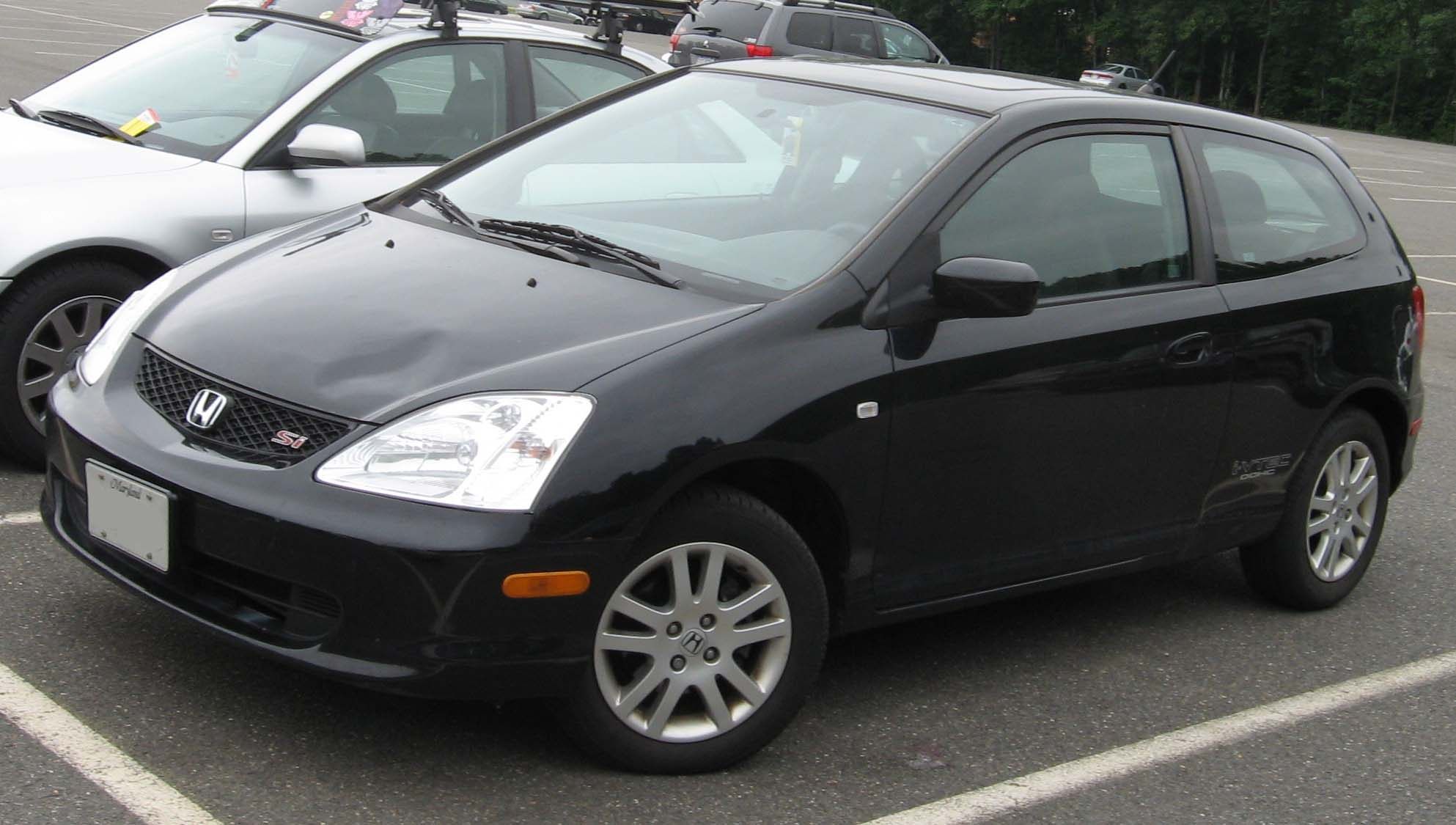
Honda Civic VII 3 portes phase 2
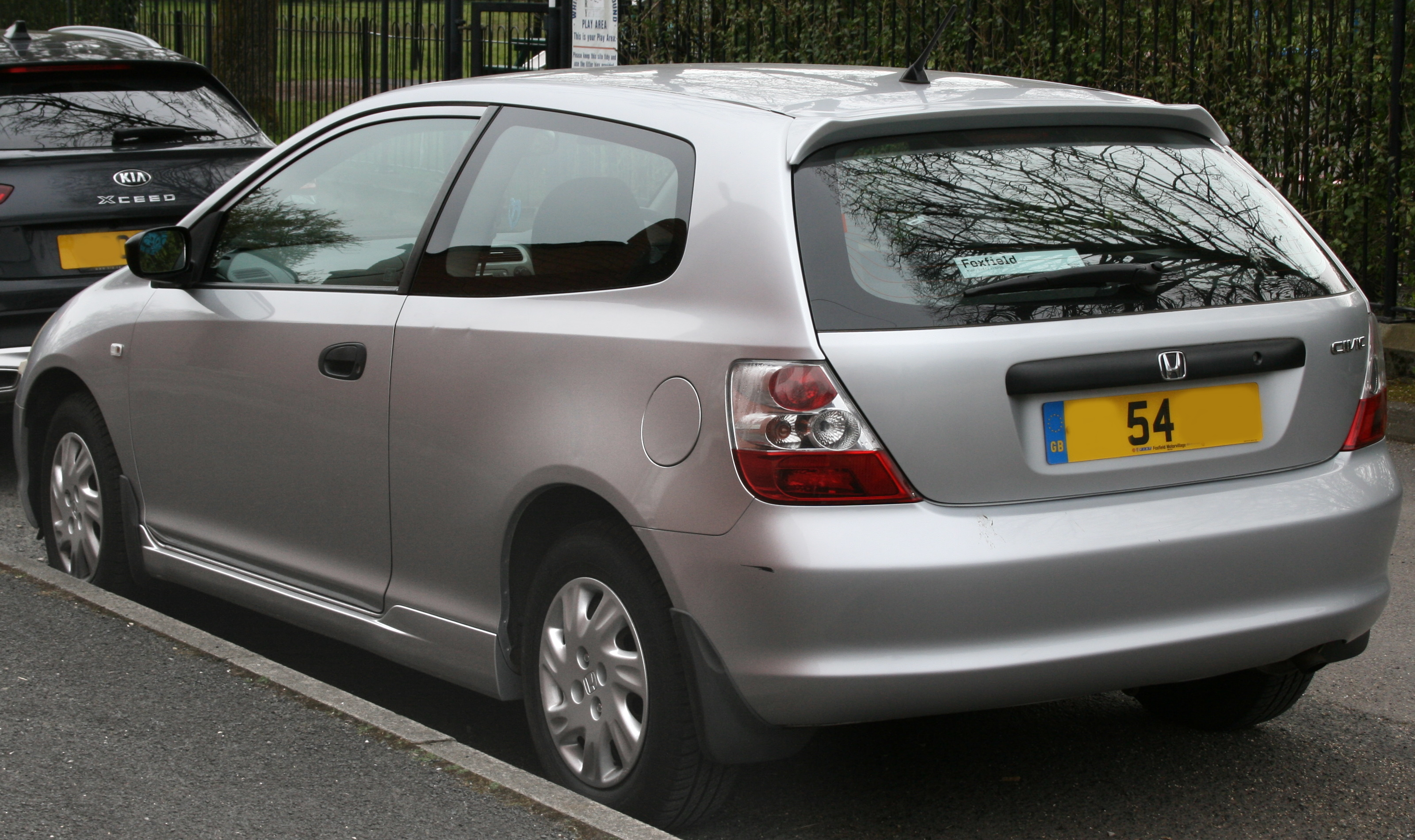
Honda Civic VII 3 portes phase 2
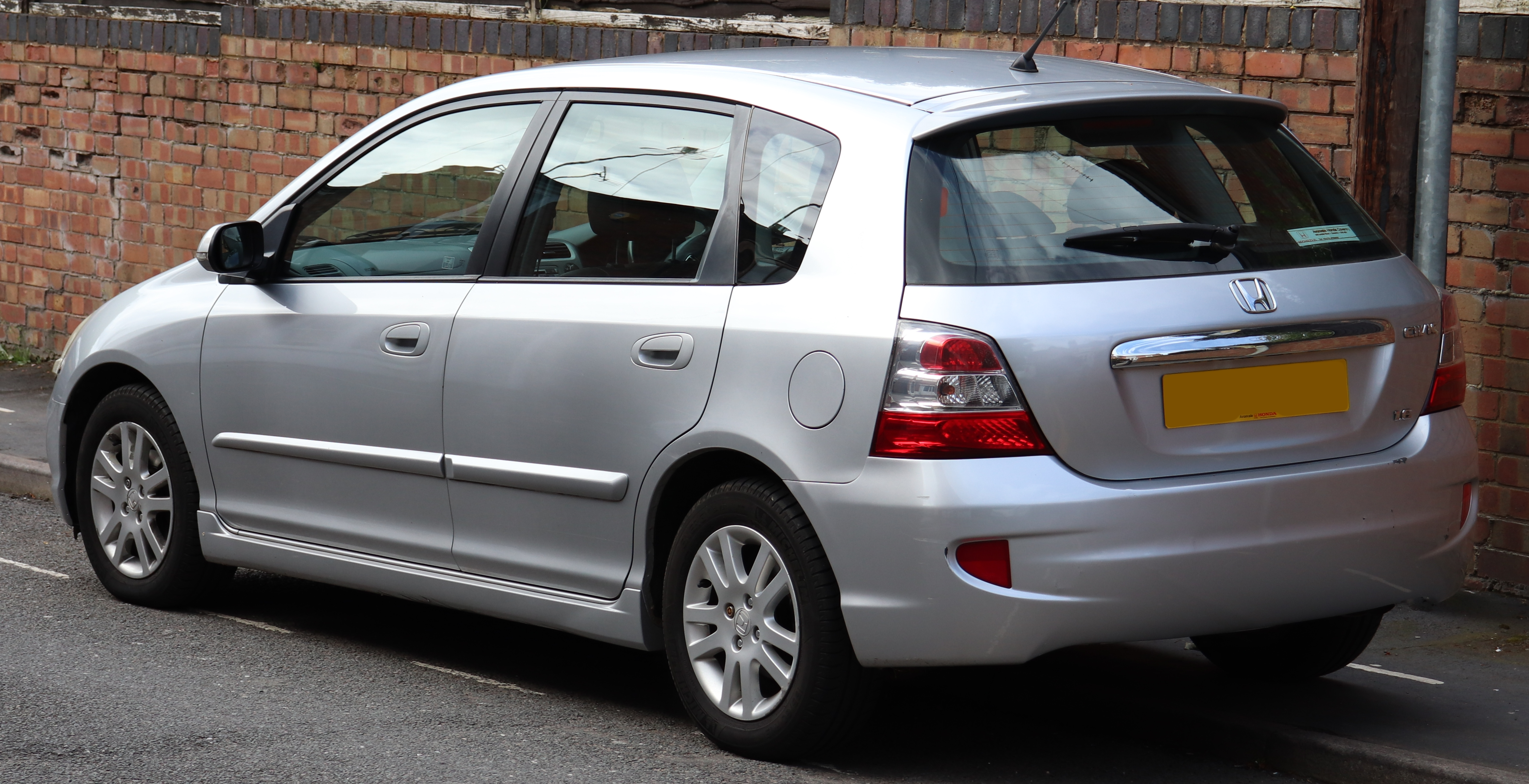
Honda Civic VII 5 portes phase 2
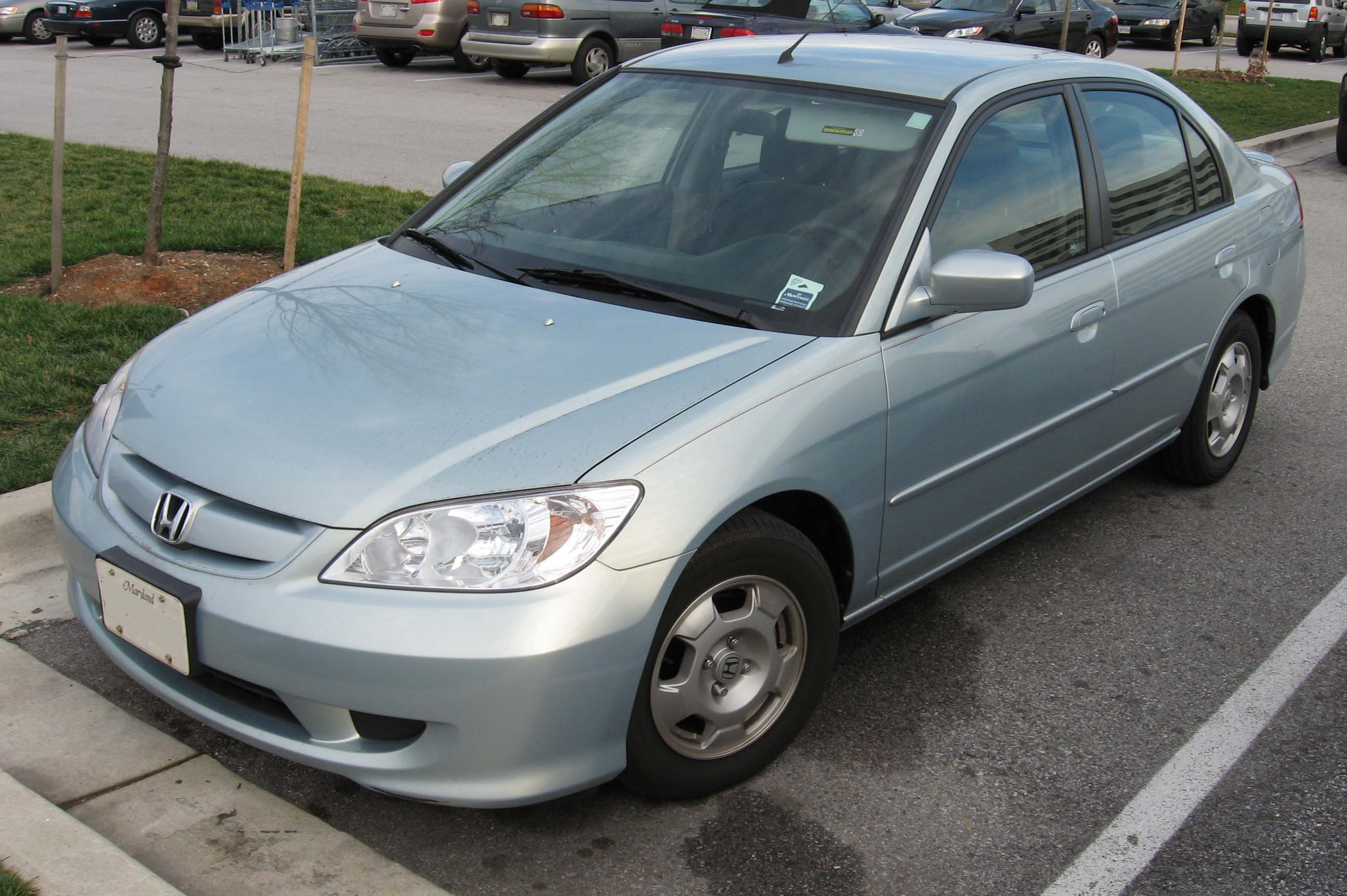
Honda Civic VII IMA (4 door) phase 2
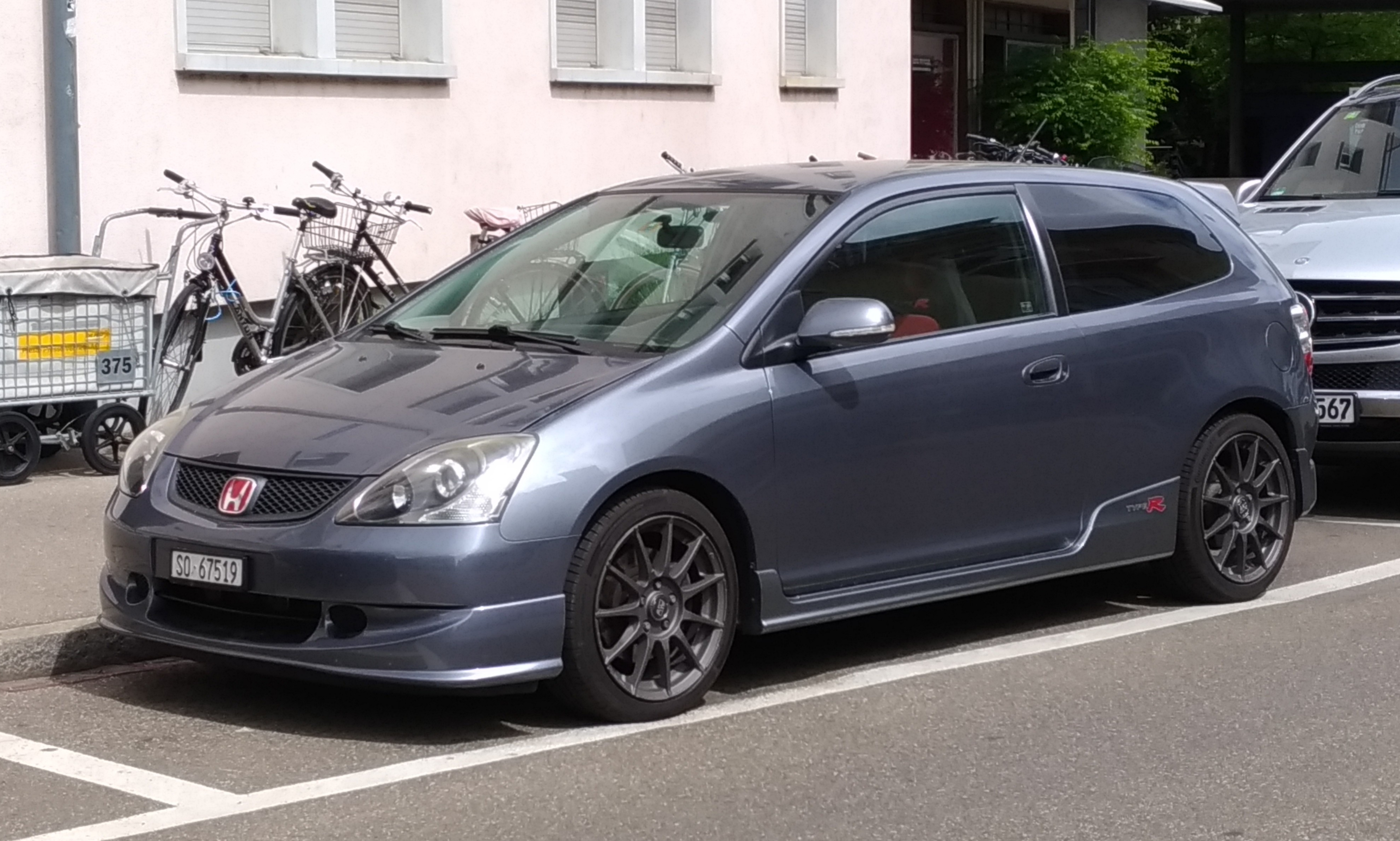
Honda Civic VII Type R (EP3)

## Huitième génération, Europe (2005-2011)
Initialement présentée sous forme de concept en 2005 et produite à Swindon en Angleterre, elle est plus basse et plus compacte que le modèle précédent. Initialement, la motorisation la plus puissante développe 140 ch (1,8 L en essence et 2,2 L en diesel). Le modèle européen diffère sensiblement des modèles d'Amérique du Nord et du Japon, et fut d'ailleurs finaliste au 'prix mondial de la voiture de l’année' (WCOTY) en 2006 catégorie Design face à la BMW Série 3 et à la Citroën C4. La Civic Hybrid quant à elle conserve un aspect tricorps et un design plus proche de la Honda Accord, puisqu'elle provient en fait de la gamme diffusée aux États-Unis et au Japon ; elle fut vainqueur catégorie 'voiture verte' (World Green Car) au WCOTY.
Outre le moteur 1,4 i-dsi d'entrée de gamme, la motorisation de la Civic est assuré par, soit le bloc i-Vtec 1.4, 1.8 et 2.0, soit le 2.2 i-CTDi (premier diesel développé par le constructeur de Tokyo, et auréolé du titre de moteur international de l'année à sa sortie) 
L'i-Vtec se voulant économique en dessous de 4 000 tr/min, et puissant jusqu'au rupteur à 7 000 tr/min.
En France, le modèle 3 portes est appelé Type-S (ou Type-R dans sa version sportive), et est sorti en mars 2007. Elle dispose d'une voie arrière légèrement élargie et de boucliers et jupes spécifiques.
En même temps que la Type-S, Honda a décliné, à partir de 2007, la Civic en version Type-R de 201 ch (un cheval de plus par rapport à sa devancière) qui possède un 2 litres i-Vtec retravaillé qui permet un déclenchement du Vtec dès 5 200 tr/min, et montant jusqu'à 8 000 tr/min. Cette Civic Type-R se dote d'un châssis renforcé et rabaissé de 15 mm, d’un amortissement spécifique raidi, d'un train arrière élargi (comme pour la Type-S), d’une direction plus directe, d'un VSA amélioré et de jantes de 18 pouces. Un kit suspension (rabaissement 15 mm et suspension plus dure) pour les modèles 5 portes et Type-S était listé au catalogue Honda, mais semble avoir disparu faute d'homologation. Un modèle dénommé Race porte encore plus loin la sportivité, notamment avec la suppression de la majorité des organes sources de surpoids tels que climatisation ou système audio. Notons aussi la série "White championship Edition" de couleur blanche et équipée d'un autobloquant de type Torsen.
Cette génération se caractérise également par une habitabilité optimisée. Grâce au déplacement du réservoir sous les sièges conducteur, le coffre est de taille imposante et dispose en outre d'une trappe escamotable destinée à une roue de secours dans les pays où elle est obligatoire. De plus l'espace sous les sièges arrière est disponible, et les portes arrière pour le modèle 5 portes s'ouvrent à 90°, ceci couplé à un système d'assise relevable des sièges arrière permet par exemple de charger des objets de hauteur importante, par exemple deux vélos placés tête-bêche tiennent aisément. Cela permet également aux sièges de s'escamoter complètement et d'offrir un espace de niveau avec le coffre.
La nouvelle génération du Honda Jazz sera basée sur ce châssis et présentera une habitabilité similaire.

### Honda Civic IMA (ouHybrid)

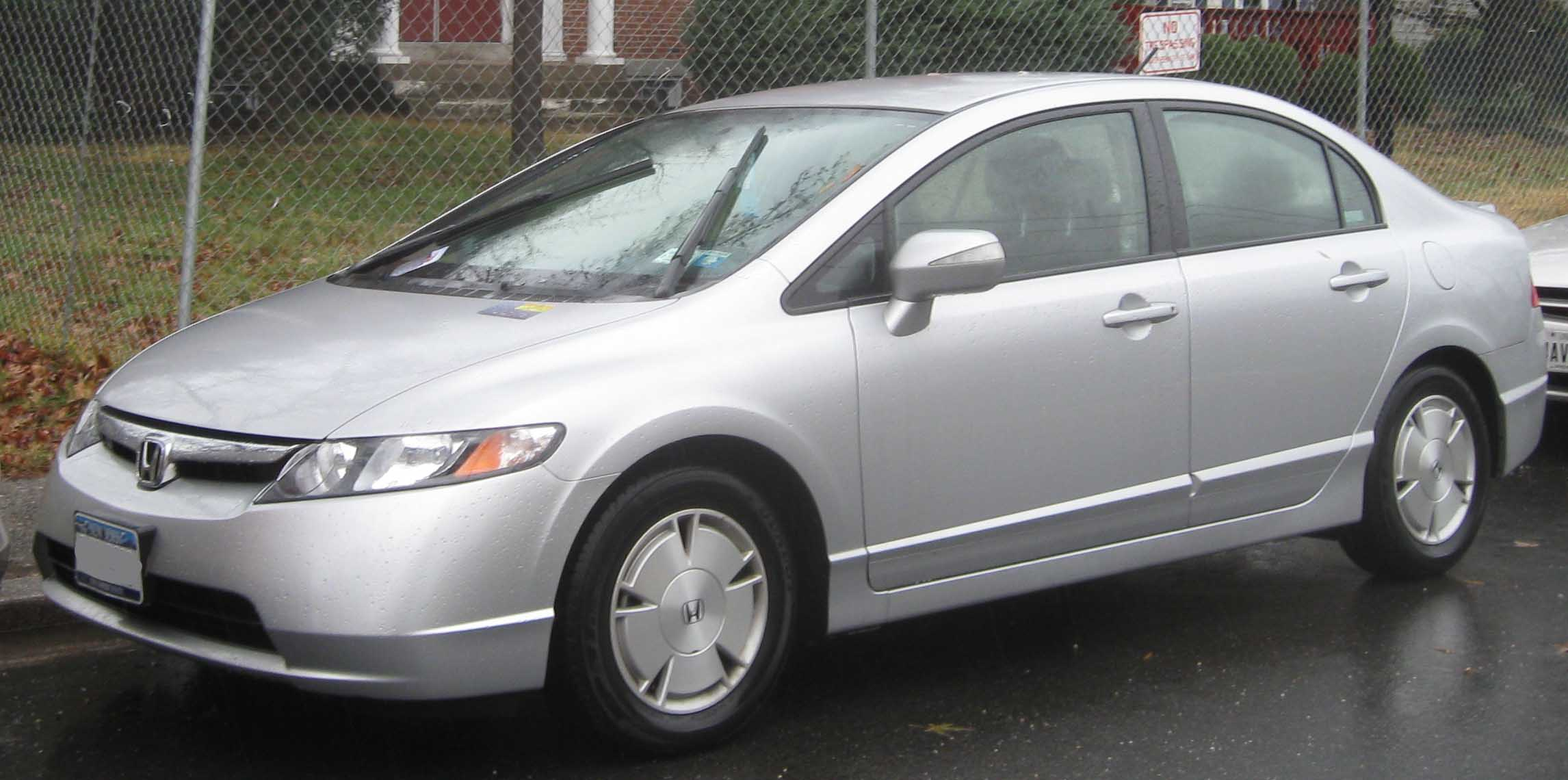
Honda Civic Hybrid 2006-2008
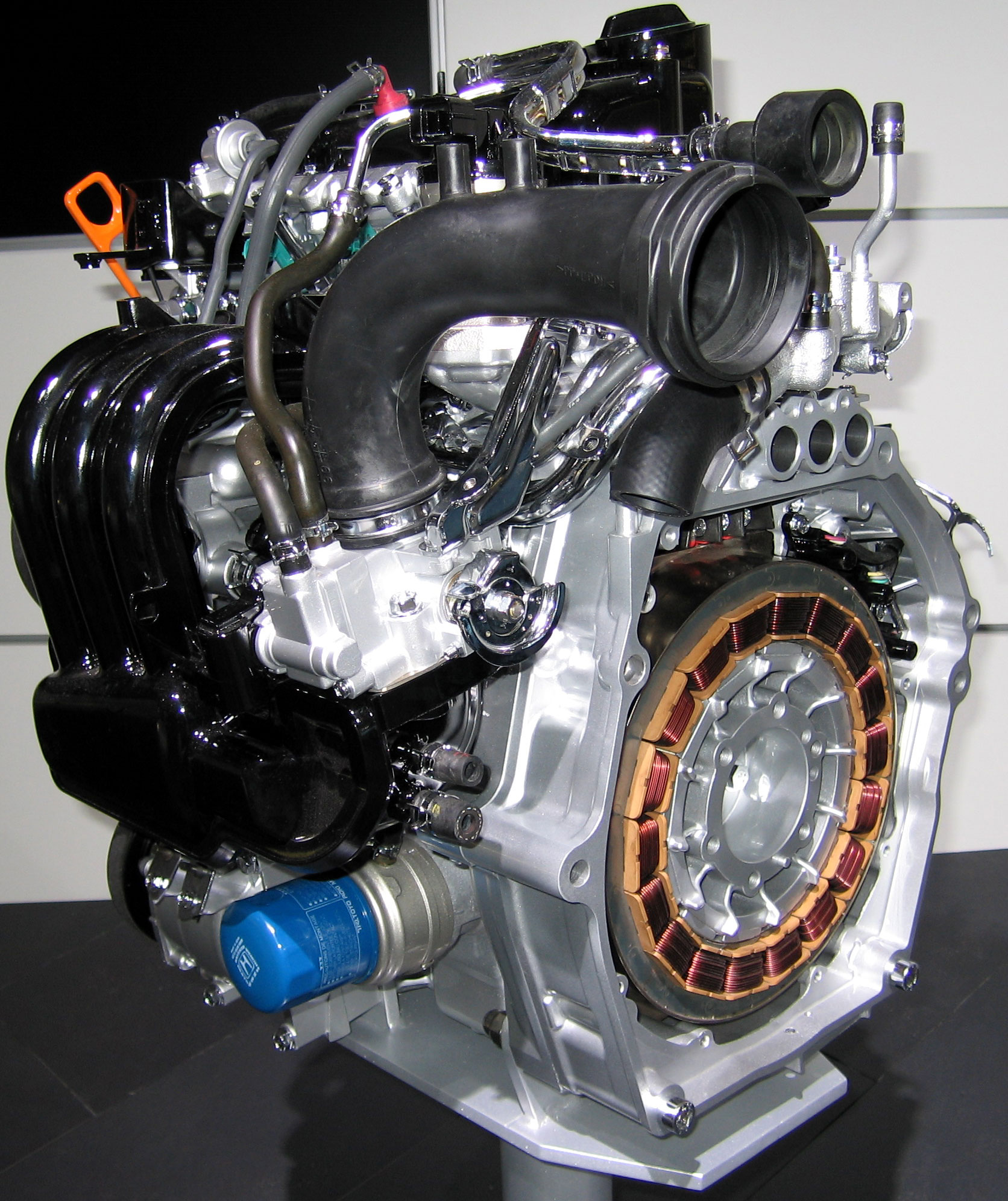
La version hybride utilise le système Integrated Motor Assist (en) (IMA) introduit sur la Honda Insight.

La Honda Civic utilise une technologie relativement simple en reprenant la technologie classique d'un moteur à explosion auquel on aurait greffé un démarreur surdimensionné. Le reste de la transmission reste identique à un véhicule classique d'un point de vue embrayage et boite de vitesses.

### Déclinaisons disponibles
| Moteur            | Production | Carburant            | Couple                  | CO2      | Poids à vide ~ en charge |
| ----------------- | ---------- | -------------------- | ----------------------- | -------- | ------------------------ |
| 1.4 I-DSI         | 2006-2009  | Essence              | 12,1 mkg à 2 800 tr/min | 139 g/km | 1 175 kg                 |
| 1.4 i-Vtec        | 2009-2011  | Essence              | 12,9 mkg à 4 800 tr/min | 135 g/km | 1 186 ~ 1 690 kg         |
| 1.4 i-Vtec Type S | 2009-2011  | Essence              | 127 N m à 4 800 tr/min  | 135 g/km | 1 272 kg                 |
| 1.8 i-Vtec        | 2006-2011  | Essence              | 17,8 mkg à 4 300 tr/min | 155 g/km | 1 388 kg                 |
| 1.8 i-Vtec Type S | 2007-2011  | Essence              | 17,8 mkg à 4 300 tr/min | 155 g/km | 1 388 kg                 |
| 2.0 Type R        | 2007-2011  | Essence              | 197 N m à 5 600 tr/min  | 215 g/km | 1 419 kg                 |
| 2.2 i-CTDi        | 2006-2011  | Diesel               | 340 N m à 2 000 tr/min  | 135 g/km | 1 438 kg                 |
| 2.2 i-CTDi Type S | 2007-2010  | Diesel               | 34,6 mkg à 2 000 tr/min | 136 g/km | 1 438 kg                 |
| IMA/Hybrid        | 2005-2009  | Essence + Électrique | 17,0 mkg à 2 500 tr/min | 109 g/km | 1 297 ~ 1 324 kg         |

### Motorisations disponibles
| Type | Modèle         | Cylindrée | kW (ch)         | Carrosserie | Code moteur  | Carburant          | Poids (kg) |
| ---- | -------------- | --------- | --------------- | ----------- | ------------ | ------------------ | ---------- |
| FN1  | 1.8 i-Vtec     | 1 799 cm3 | 103 (140)       | 3 Portes    | R18A2        | Essence            | 1 388      |
| FN2  | 2.0 i-Vtec     | 1 998 cm3 | 149 (201)       | 3 Portes    | K20Z4        | Essence            | 1 419      |
| FK1  | 1.4 i-Vtec     | 1 339 cm3 | 61 (83)         | 5 portes    | L13A1        | Essence            | 1 272      |
| FK2  | 1.8 i-Vtec     | 1 799 cm3 | 103 (140)       | 5 portes    | R18A1        | Essence            | 1 388      |
| FK3  | 2.2 i-CTDi     | 2 204 cm3 | 103 (140)       | 5 portes    | N22A2 (N22A) | Diesel             | 1 438      |
| FD3  | 1.3 IMA/Hybrid | 1 339 cm3 | 70 (95) + 14 kW | 4 portes    | LDA          | Hybride électrique | 1 297      |

## Neuvième génération (2012-2017)

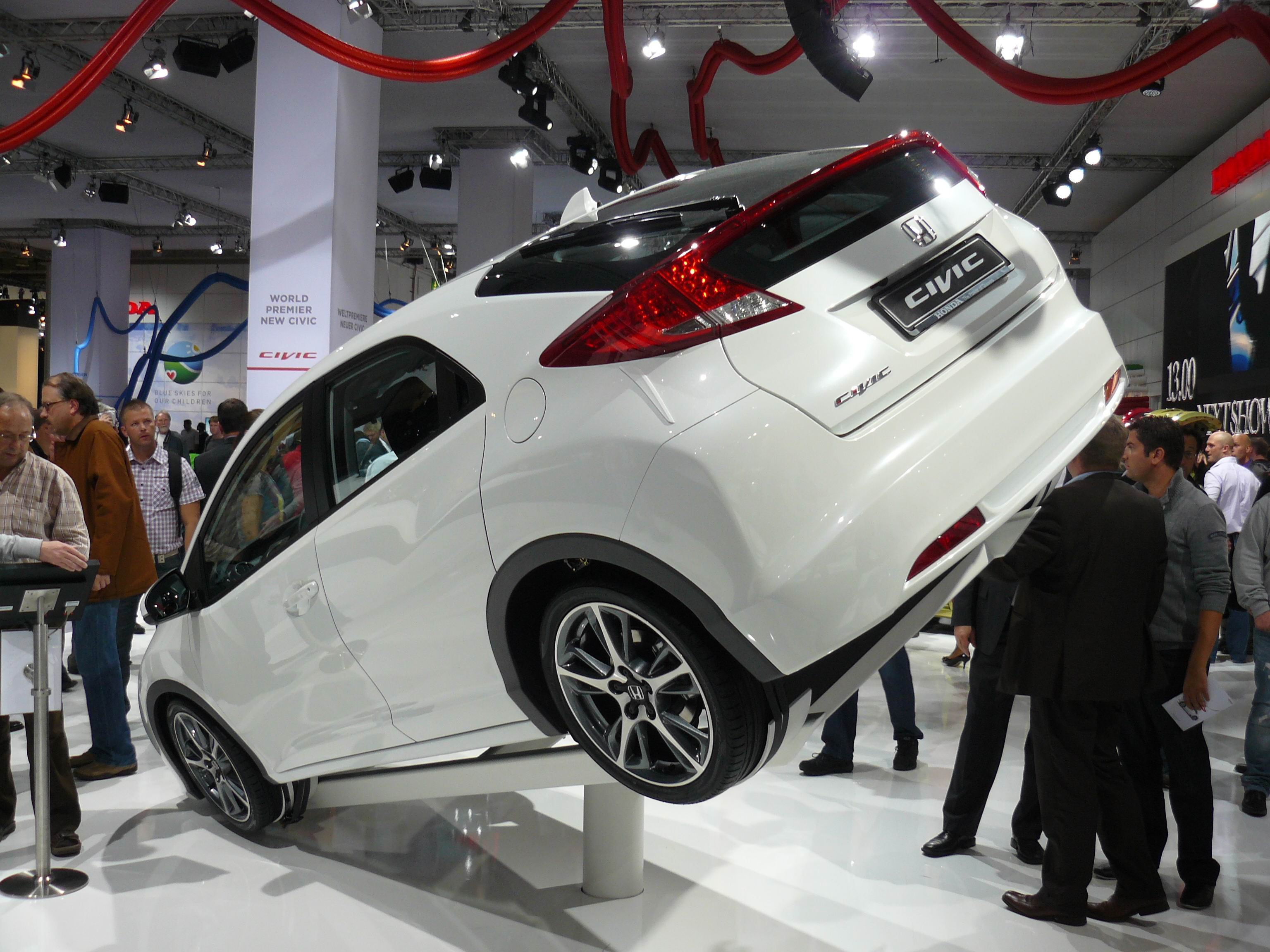
Honda Civic IX phase 1 5 portes

Sur le plan du style, le lien de parenté avec le modèle précédent est évident. On retrouve cette carrosserie en deux volumes (pour l'Europe), aux formes peu communes et aux portes arrière dissimulées. À l'intérieur, ambiance tout aussi familière avec une planche de bord futuriste et à l'ergonomie peu intuitive au premier abord. Pourtant, cette nouvelle Civic ne partage quasiment aucune pièce avec son ancêtre. La suspension, plus douce, a été repensée et les moteurs ont évolué : ils gagnent ainsi en performances tout en réduisant leur consommation.
Le diesel 2.2 i-DTEC voit sa puissance grimper de 10 ch (0 à 100 km/h en 8,5 s), mais ne rejette plus que 110 g de CO2, soit 29 g de moins que par le passé. Les moteurs essence 1.4 et 1.8 i-Vtec conservent la même puissance, mais leur appétit et leurs émissions polluantes ont également été revus à la baisse. Tous les moteurs bénéficient de la fonction ECO Assist qui, par le biais d'un affichage lumineux et de voyants au tableau de bord, indique la consommation en temps réel. À noter que le système Stop&Start est aussi disponible sur l'ensemble de la gamme. La transmission aux roues avant est assurée par une boîte automatique (cinq vitesses, uniquement sur 1.8) ou manuelle (six vitesses), dont l'étagement a été allongé.
Pour l'année 2013, la gamme Civic se voit complétée d'un nouveau diesel 1,6 litre (1.6 i-DTEC de 120 ch) qui abaisse les émissions de CO2 à 94 g/km.
Un break, présenté au Salon de Genève en mars 2013, est commercialisé en 2014.

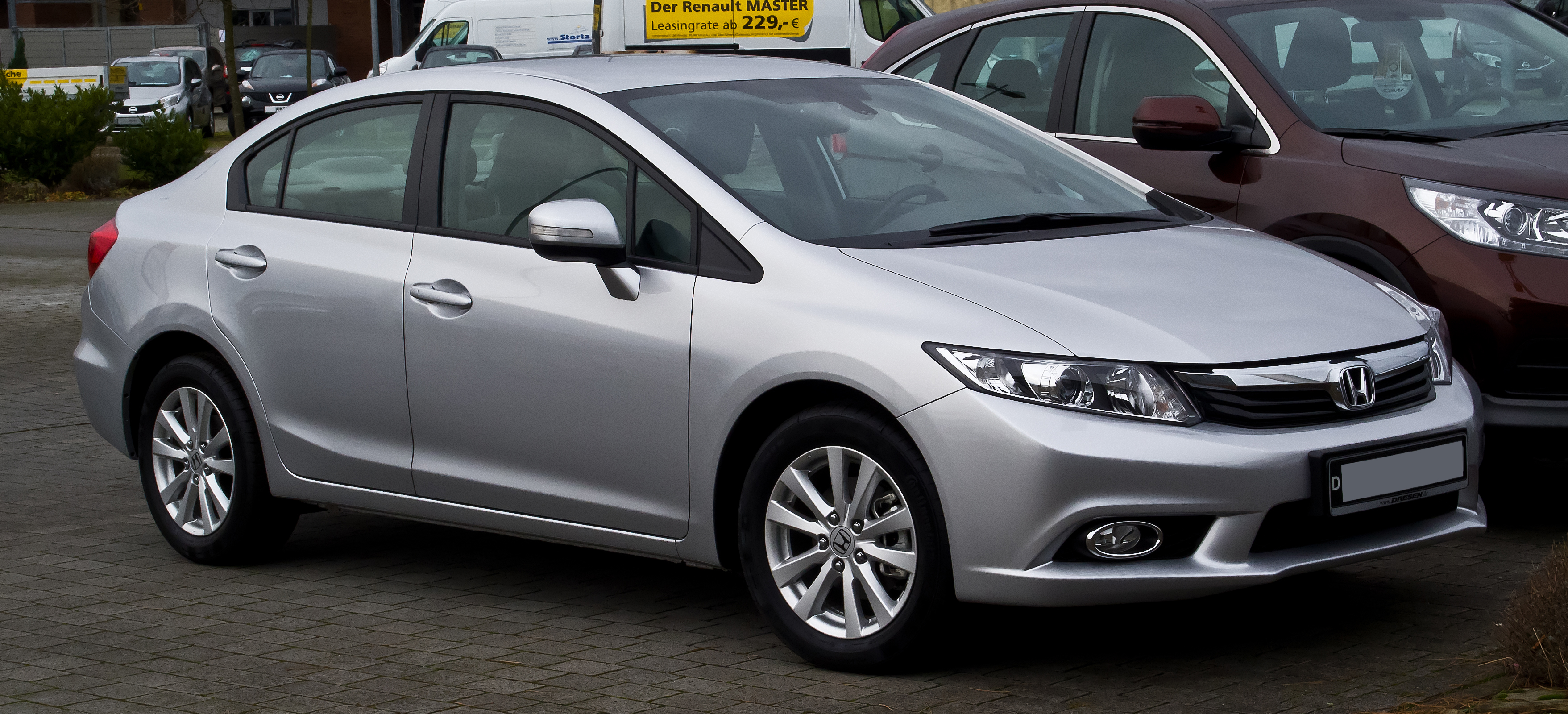
Honda Civic IX phase 1 4 portes

La version 4 portes, qui n'est pas fabriquée en Europe, est exporté vers quelques pays européens mais pas en France. Cette berline 4 portes représente la plupart des ventes dans le monde. Le coupé 2 portes, conçu pour l'Amérique du Nord, n'est pas commercialisé en Europe.

2015 marque l'arrivée de la Type-R qui développe une puissance de 310 ch. Basée sur la berline 5 portes, elle détient alors le record du tour du Nürburgring en catégorie "Traction" avec un temps de 7 min 50 s 63. Ce modèle spécifique n'est pas diffusé en Amérique.

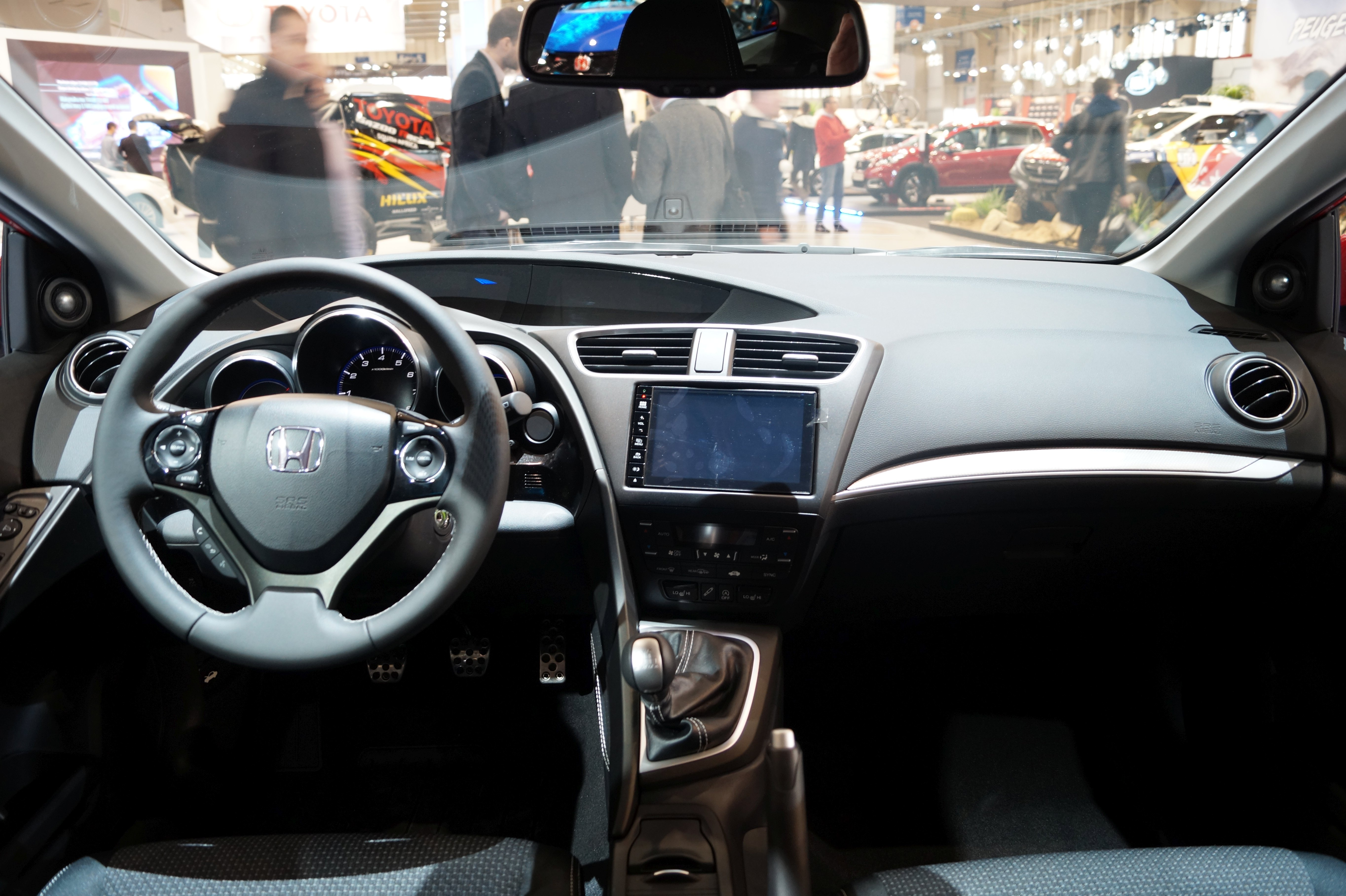
Honda Civic IX phase 1 5 portes
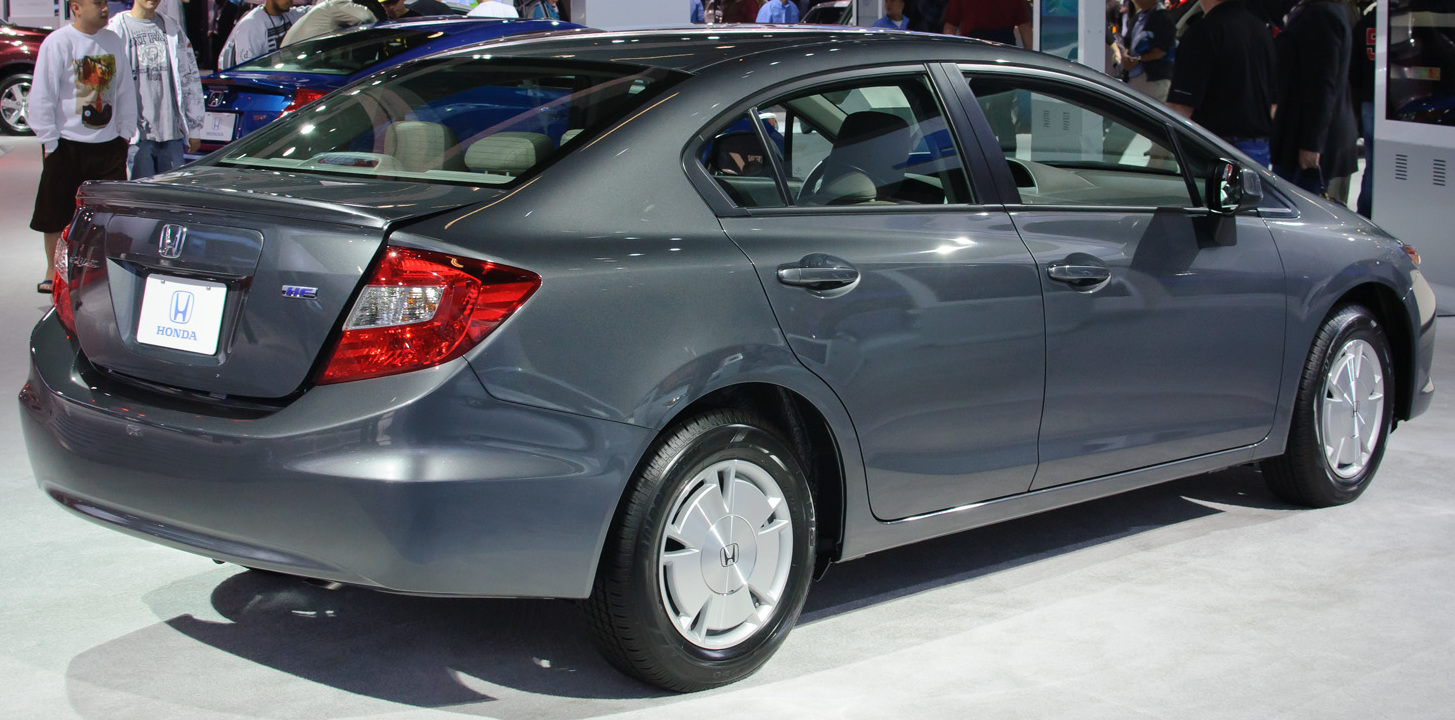
Honda Civic IX phase 1 4 portes
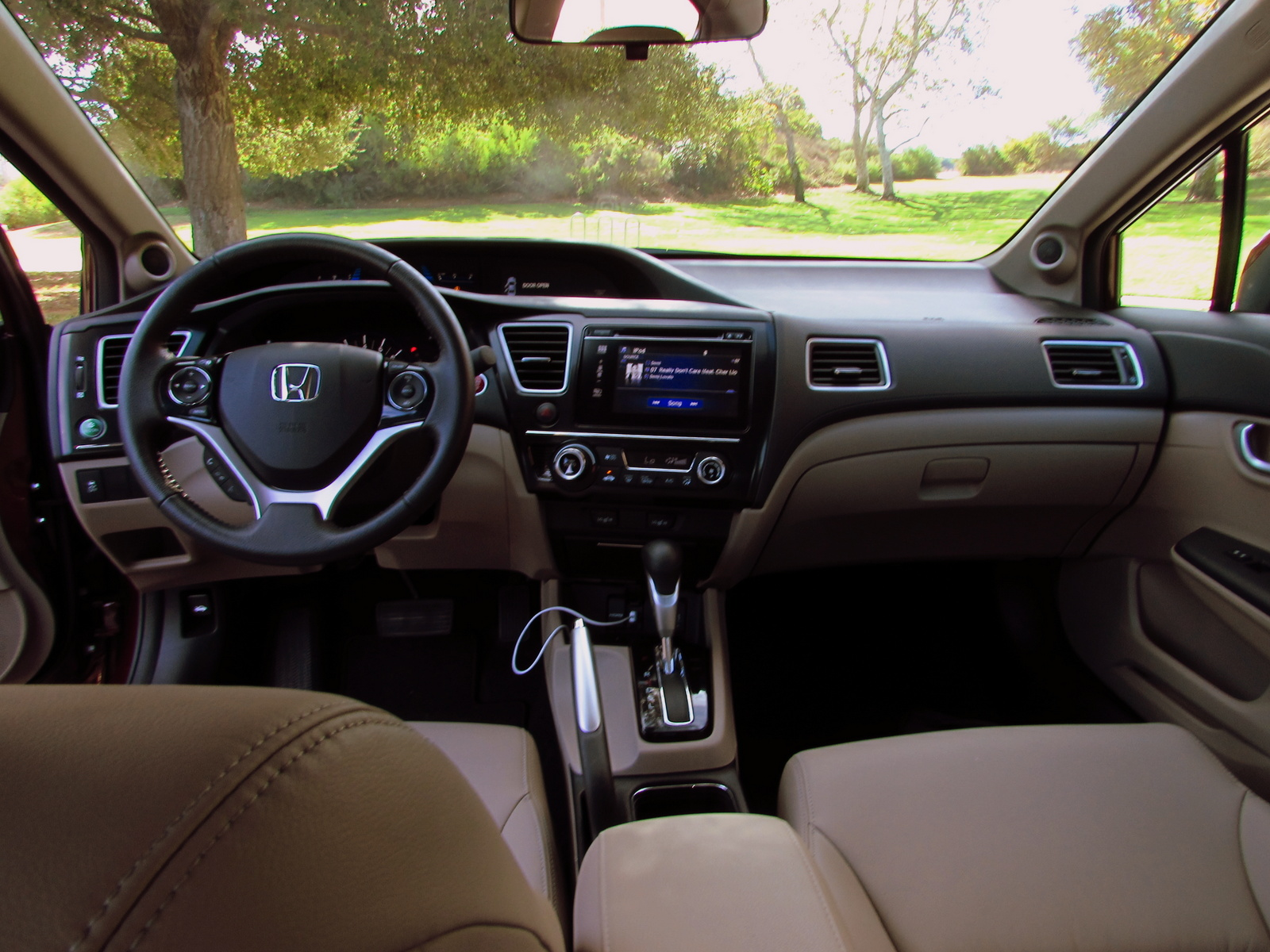
Honda Civic IX phase 1 4 portes (intérieur)
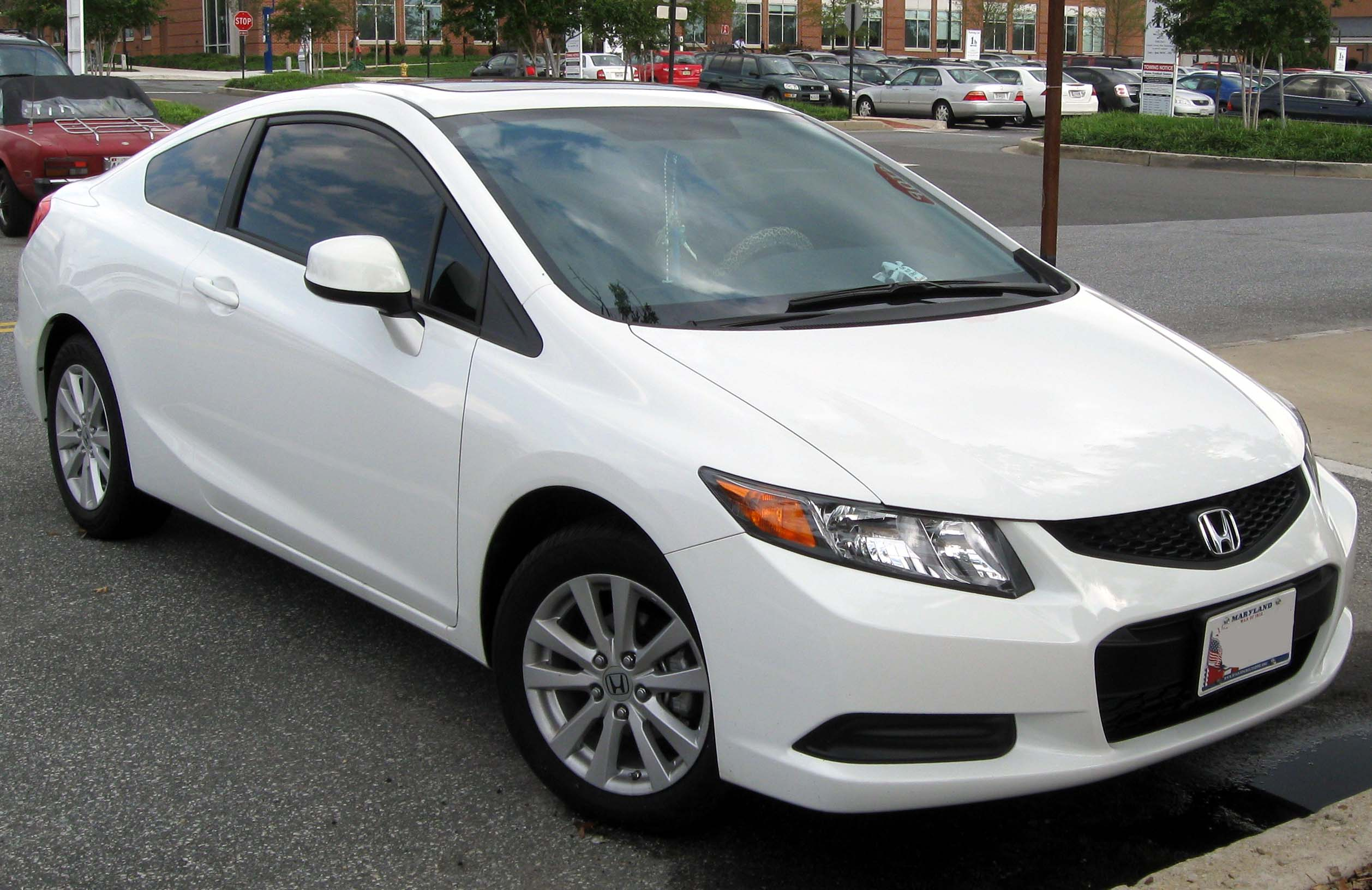
Honda Civic IX phase 1 2 portes
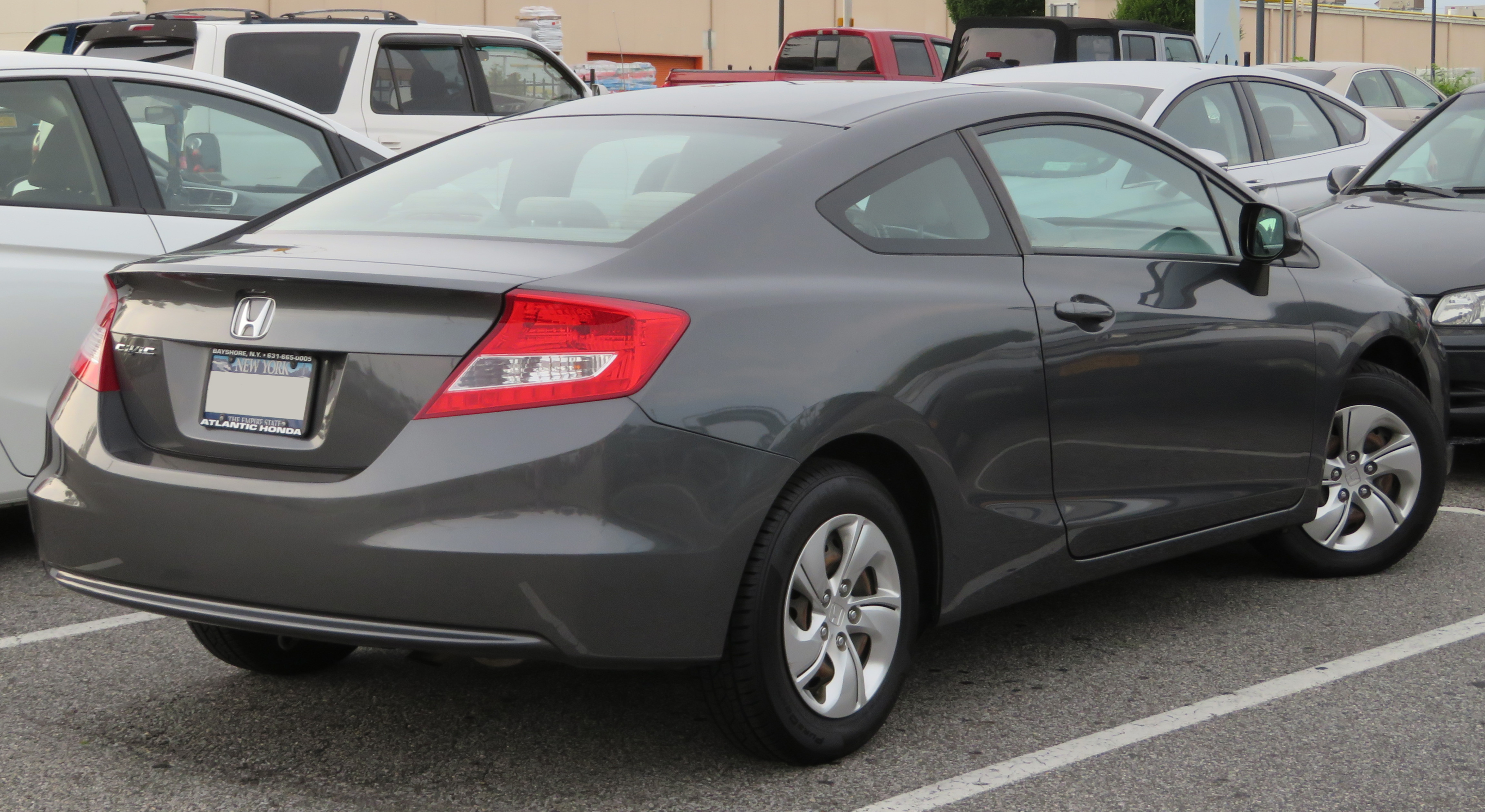
Honda Civic IX  phase 1 2 portes
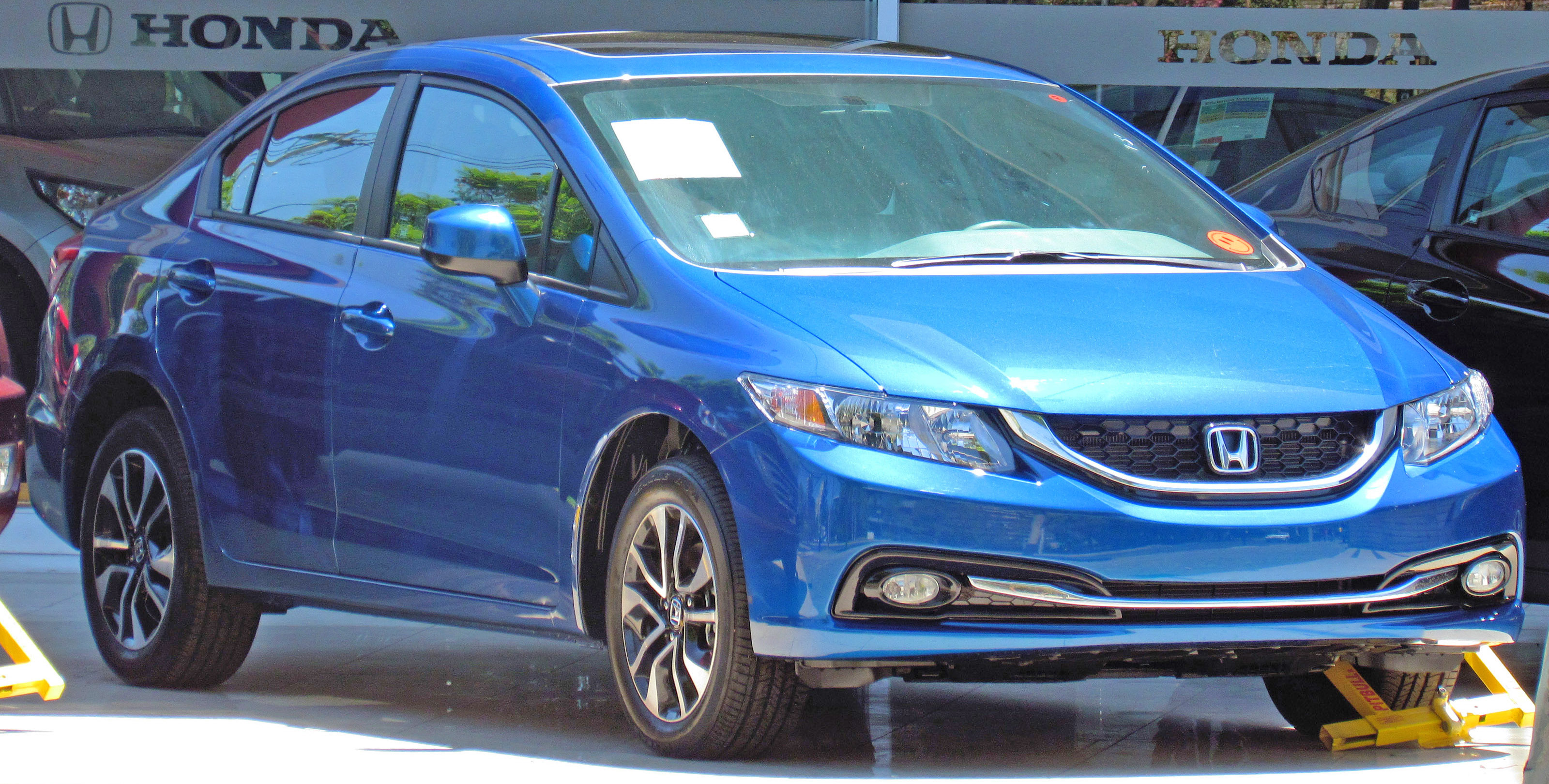
Honda Civic IX phase 2 4 portes
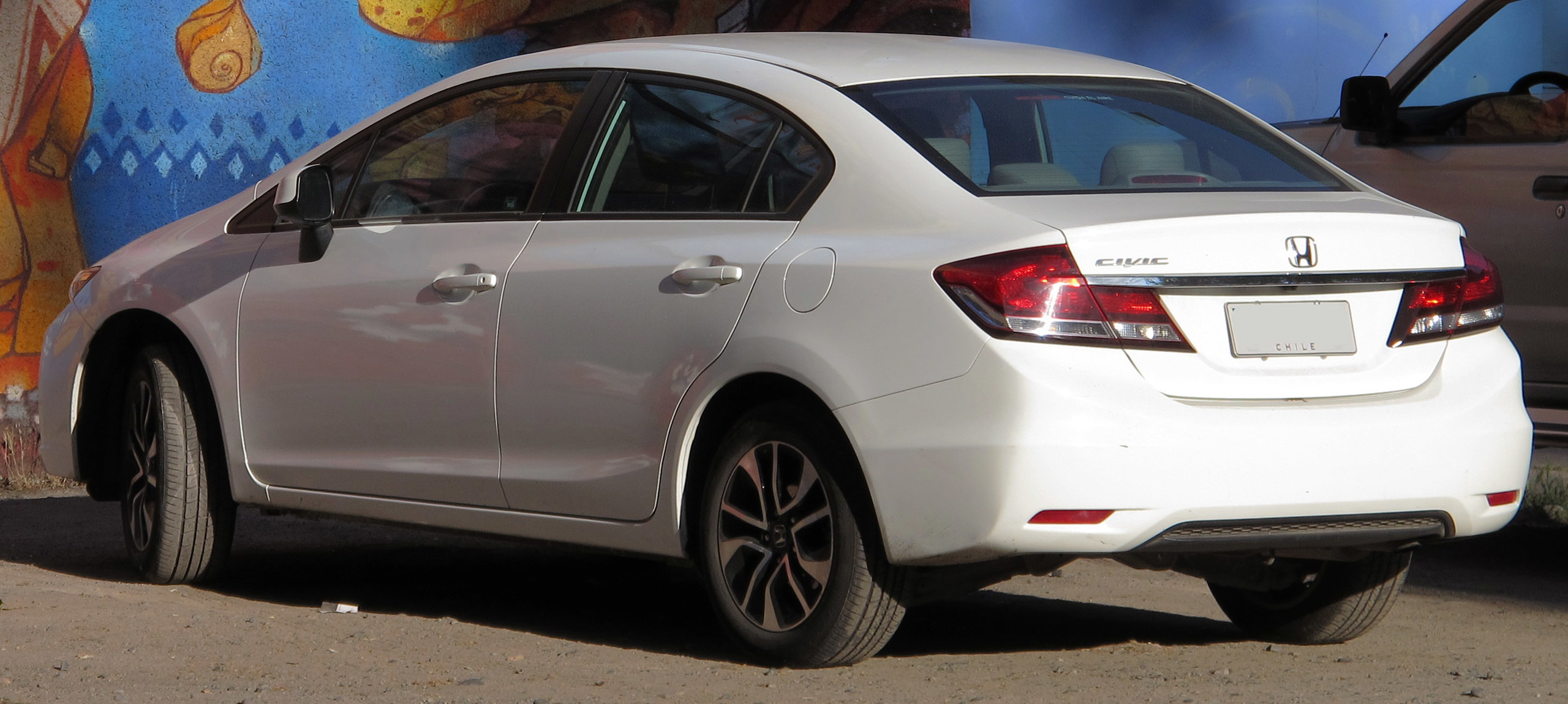
Honda Civic IX phase 2 4 portes
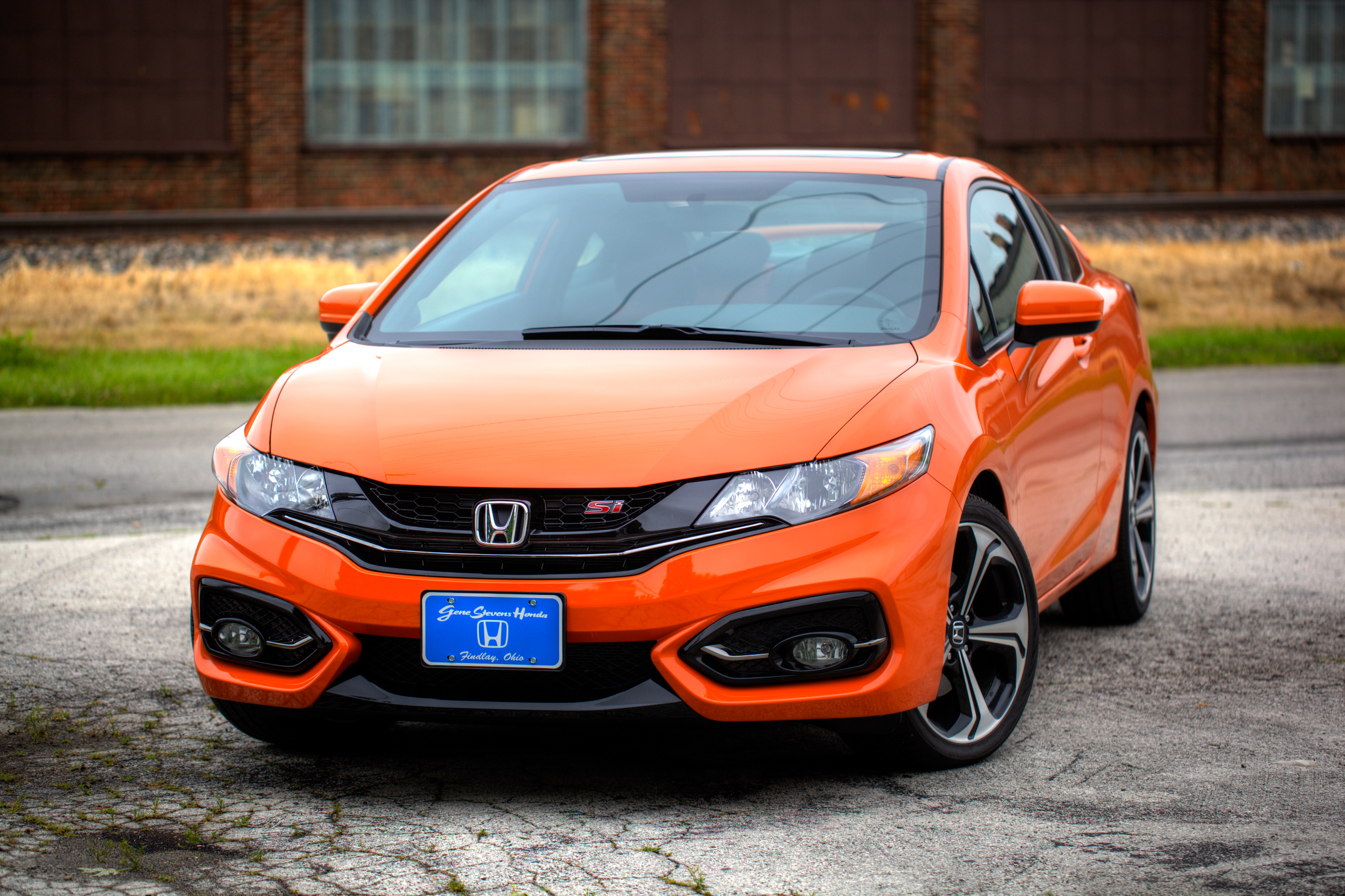
Honda Civic IX 2 portes phase 2
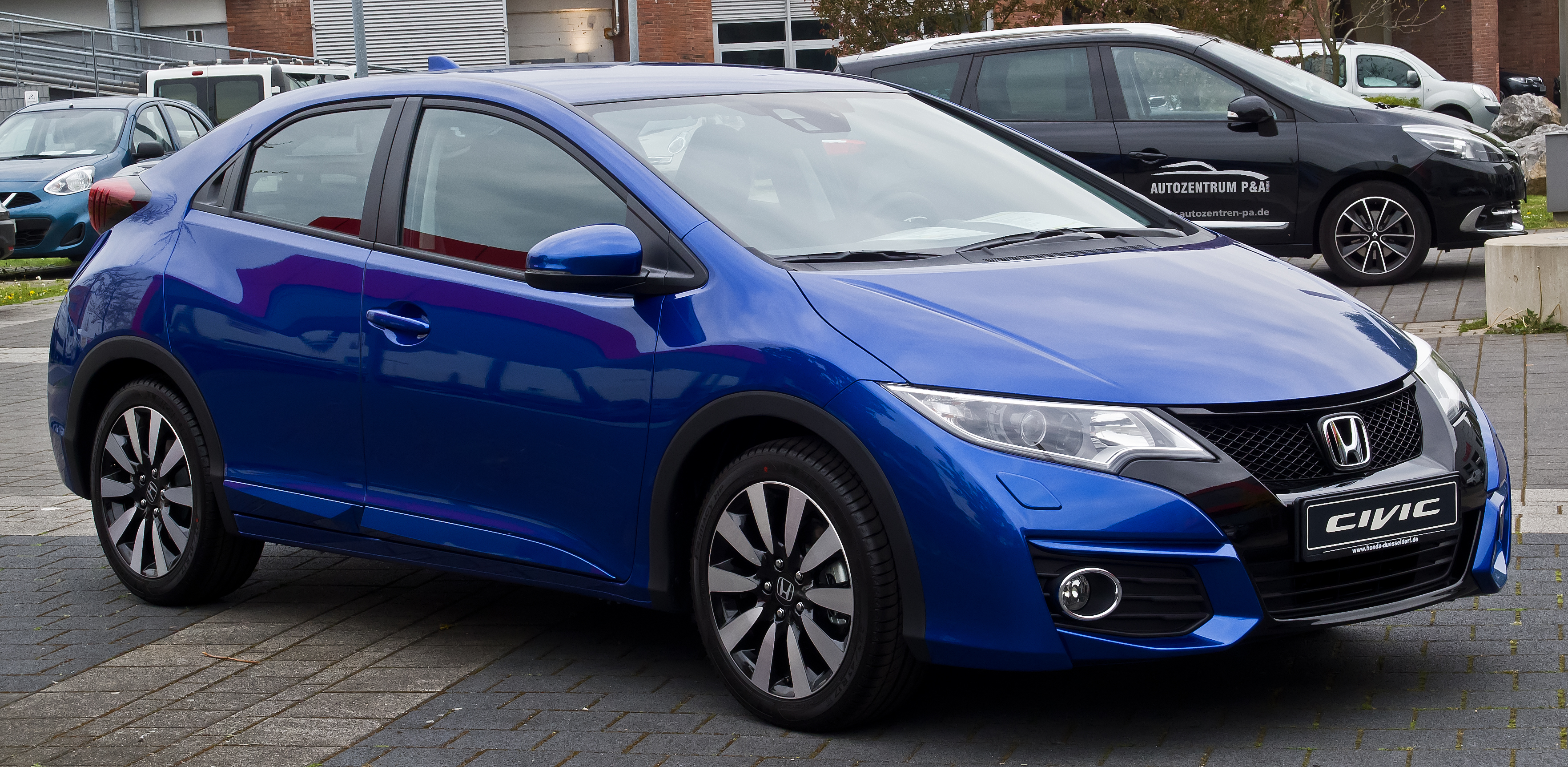
Honda Civic IX phase 2 5 portes
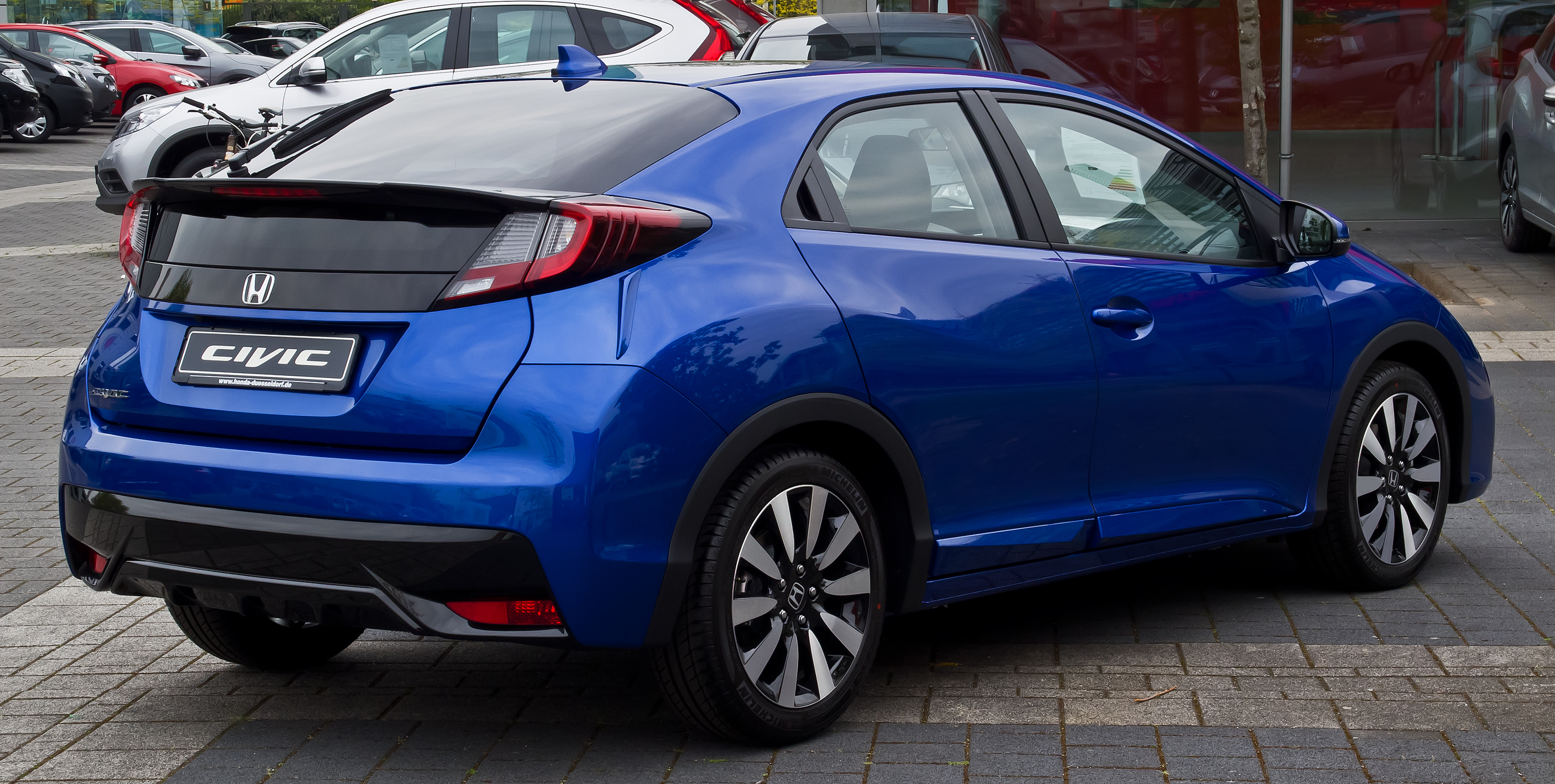
Honda Civic IX phase 2 5 portes
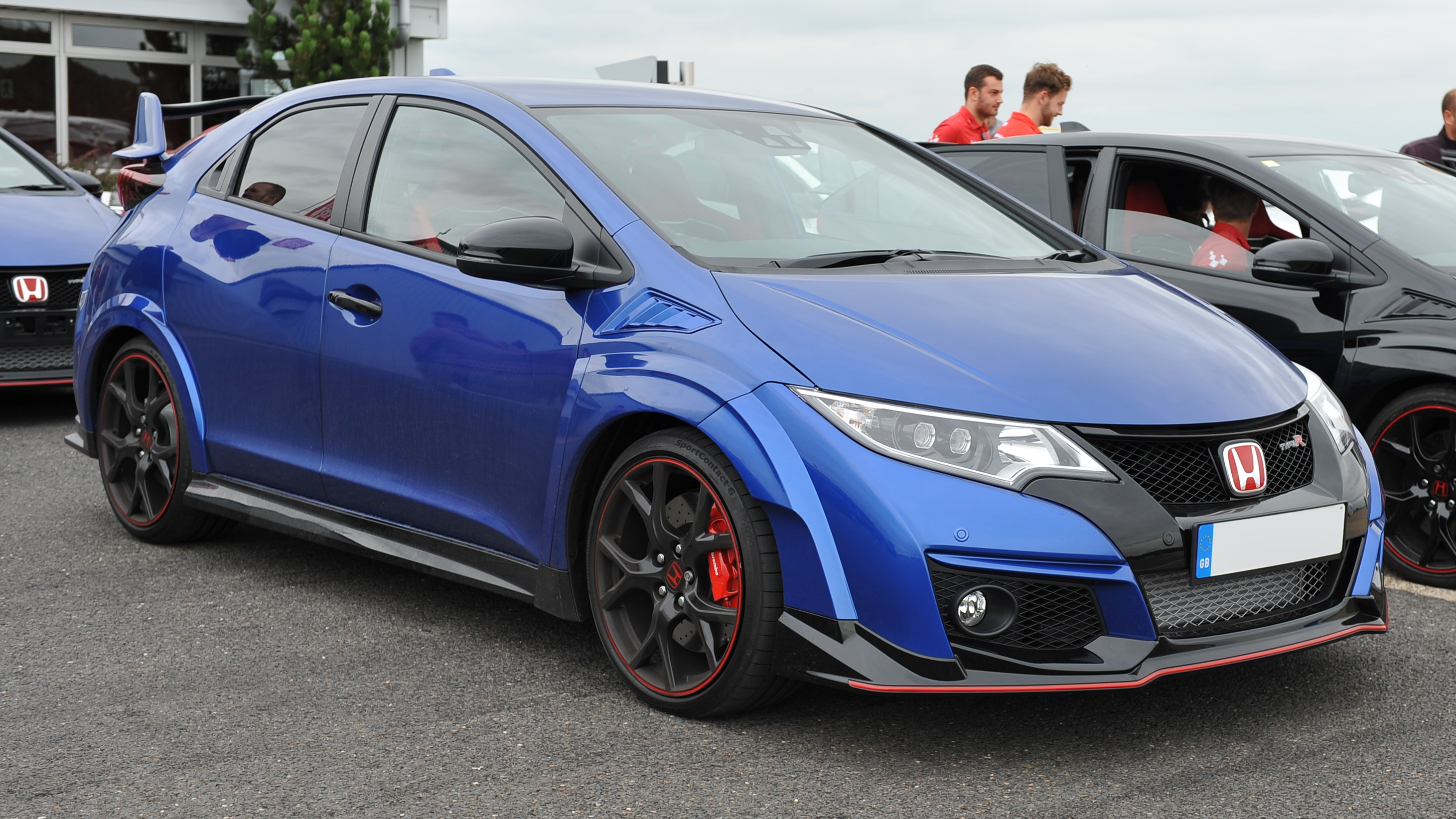
Honda Civic IX 5 portes phase 2 Type R (FK2)
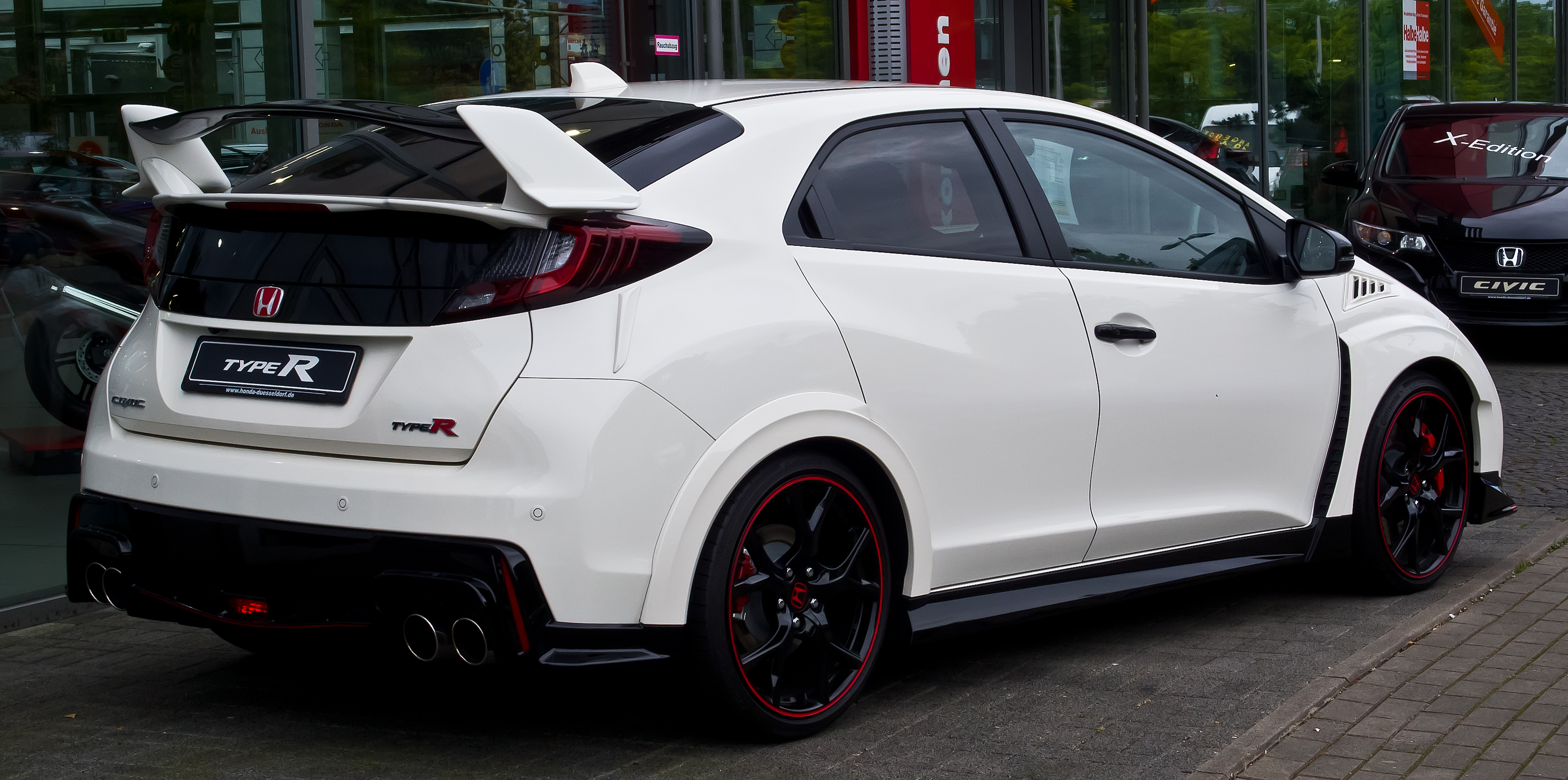
Honda Civic IX phase 2 5 portes Type R (FK2)

### Équipements de série en France, options et garantie
S. Six airbags. Aide au freinage d'urgence. Antipatinage ESP. Contrôle de pression des pneus. Stop and start (boîte manuelle). Mode Eco Assist. Feux de jour à diodes. Fermeture par télécommande. Ordinateur de bord. Vitres AV électriques. Démarrage par bouton. Volant réglable en hauteur et profondeur, siège conducteur en hauteur. Banquette rabattable 60/40, assises relevables à la verticale. Fixations Isofix. Coffre à double fond. Kit anticrevaison. Jantes 16 pouces.
Élégance (en plus). Aide au démarrage en côte (boîtes manuelles). Climatisation automatique. Radio-CD MP3 4HP à commande au volant, prises auxiliaires et USB. Rétroviseurs dégivrants électriques. Boîte à gants réfrigérée. Jantes alliage 16 pouces.
Executive (en plus). Audio 6 HP. Climatisation automatique deux zones (sauf 1.4). Régulateur de vitesse. Phares et essuie-glace automatiques. Caméra de recul. Antibrouillards. Alarme. Rétroviseurs rabattables par télécommande. Volant et pommeau cuir. Commandes de boîte au volant (boîte automatique). Accoudoir central AR. Pédalier aluminium. Jantes 17 pouces.
Exclusive (en plus). Audio premium 7 HP. Bluetooth. Feux xénon directionnels. Accès sans clé. Sellerie cuir. Réglage électrique des soutiens latéraux du siège conducteur. Siège AV chauffants avec appuis lombaires électriques. Rétroviseur anti-éblouissement. Inversion automatique feux de route de croisement. Radars de parking AV et AR. Vitrage AR surteinté. Toit vitré fixe panoramique.
Exclusive Navi (en plus). GPS Europe-disque dur.
Exclusive Innova (en plus). Régulateur de vitesse et de distance et prévention de collision avec fonction freinage.
Option (€). Peinture métallisée : 500 €. Pack Carbone (baguettes et inserts) : 950 € (Sauf S et Élégance). Pack Krypton (jantes 18 pouces) : 1 350 € (Sauf S et Élégance).
Garantie : trois ans ou 100 000 km.
X-Edition : (Active X) : base Exécutive + jantes en alliage de 17 pouces, lecteur CD, GPS , caméra de recul, boucliers et passages de roues déclinés dans les coloris de la carrosserie. Disponible en deux coloris : Bleu Sport Brillant et Argent Acier. Peinture métallisée en livrée. Valable à 26 100 € (190 exemplaires).
Style (version break Tourer uniquement).
Vaillante.
La Honda Civic a été modifiée aux États-Unis et au Canada en 2012 où elle conserve une silhouette trois volumes et reste uniquement motorisée par des moteurs essence.

### Caractéristiques techniques
|                                         | 1.4 i-Vtec                          | 1.8 i-Vtec                                    | 2.0 i-Vtec / Turbo           | 1.6 i-DTEC S, comfort / elegance, sport, executive | 2.2 i-DTEC                          |
| --------------------------------------- | ----------------------------------- | --------------------------------------------- | ---------------------------- | -------------------------------------------------- | ----------------------------------- |
| Moteur                                  |                                     |                                               |                              |                                                    |                                     |
| Type / soupapes                         | 4 cylindres en ligne / 16           | 4 cylindres en ligne / 16                     | 4 cylindres en ligne / 16    | 4 cylindres en ligne / 16                          | 4 cylindres en ligne / 16           |
| Injection                               | multipoint                          | multipoint                                    | multipoint                   | injection direct common-rail                       | rampe commune                       |
| Alimentation                            | atmosphérique                       | atmosphérique                                 | turbo                        | turbo                                              | turbo                               |
| Cylindrée (cm3)                         | 1 339                               | 1 798                                         | 1996                         | 1597                                               | 2 199                               |
| Puissance maxi. (ch à tr/min)           | 100 à 6 000                         | 142 à 6 000                                   | 310 à 6 500                  | 120 à 4000                                         | 150 à 4 000                         |
| Couple maxi. (N m à tr/min)             | 127 à 4 800                         | 174 à 4 300                                   | 400 à 2 500                  | 300 à 2000                                         | 350 de 2 000 à 2 750                |
| Technique                               |                                     |                                               |                              |                                                    |                                     |
| Roues motrices                          | avant                               | avant                                         | avant                        | avant                                              | avant                               |
| Boîte de vitesses                       | manuelle 6 vitesses                 | manuelle 6 vitesses ou automatique 5 vitesses | manuelle 6 vitesses          | manuelle 6 vitesses                                | manuelle 6 vitesses                 |
| Direction / rayon de braquage (m)       | assistance électrique / 11,2 à 11,8 | assistance électrique / 11,2 à 11,8           | assistance électrique / 12.6 | assistance électrique / 11.3 à 11.9                | assistance électrique / 11,2 à 11,8 |
| Freins avant/arrière                    | disques ventilés / disques          | disques ventilés / disques                    | disques ventilés / disques   | disques ventilés / disques                         | disques ventilés / disques          |
| Pneumatiques                            | 205/55 R16                          | 225/45 R17                                    | 235/35 R19                   | 205/55 R16 225/45 R17                              | 205/55 R16                          |
| Jantes                                  |                                     |                                               |                              |                                                    |                                     |
| Masse à vide (kg)                       | 1 185                               | 1 209                                         | 1382                         |                                                    | 1 367                               |
| Remorque freinée / non freinée (kg)     | 1 200 / 500                         | 1 400 / 500                                   |                              |                                                    | 1 500 / 500                         |
| Capacité du réservoir (l)               | 50                                  | 50                                            | 46                           | 50                                                 | 50                                  |
| Performances                            |                                     |                                               |                              |                                                    |                                     |
| Vitesse maxi. (km/h)                    | 187                                 | 215                                           | 270                          | 207                                                | 217                                 |
| De 0 à 100 km/h (s)                     | 13,4                                | 8,7                                           | 5.7                          | 10.2 10.5                                          | 8,5                                 |
| Consommations                           |                                     |                                               |                              |                                                    |                                     |
| Ville/route/mixte (L/100 km)            | 6,7 / 4,7 / 5,4                     | 7,6 / 5,2 / 6,1                               | 9.4 / 6.1 / 7.3              | 4 / 3.3 / 3.6 4.1 / 3.5 / 3.7                      | 5,1 / 3,7 / 4,2                     |
| Émissions de CO2 (g/km)                 | 129                                 | 145                                           | 170                          | 94 98                                              | 110                                 |
| Malus écologique 2015 / 2016 / 2017 (€) | 0 / 0 / 60                          | 500 / 900 / 860                               | 2200 / 2200 / 4673           |                                                    | 0                                   |

Tarifs en France au lancement :
1.4 i-Vtec 6 CV
S : 18 600 €
Élégance : 19 100 €
Executive : 20 500 €
1.8 i-Vtec 8 CV
S : 22 300 €
Élégance : 22 800 €
Exclusive : 26 650 €
Exclusive Navi : 28 550 €
1.8 i-Vtec automatique 8 CV
S : 23 500 €
Élégance : 27 850 €
Exclusive Navi : 29 750 €
Innova : 31 450 €
2.0 i-Vtec turbo
S : 35 000 €
GT : 37 400 €
White Edition : 39 510 €
2.2 i-DTEC 7 CV
S : 23 000 €
Élégance : 23 500 €
Executive : 24 500 €
Exclusive: 28 750 €
Exclusive Navi: 30 650 €
Innova: 32 350 €

### Honda Civic Tourer
La Honda Civic Tourer est la version break de la 9e génération de la Honda Civic. Faisant suite au show car Honda Civic Tourer Concept, la Civic Tourer de série a été présentée lors du Salon de l'automobile de Francfort 2013. Il est réservé au marché européen.

Au Salon de l'automobile de Francfort 2015, Honda présente un show car nommé Honda Civic Tourer Active Life Concept. Il s'agit d'un prototype de Civic break spécialement étudié pour les amateurs de cyclisme, qui restera sans suite.

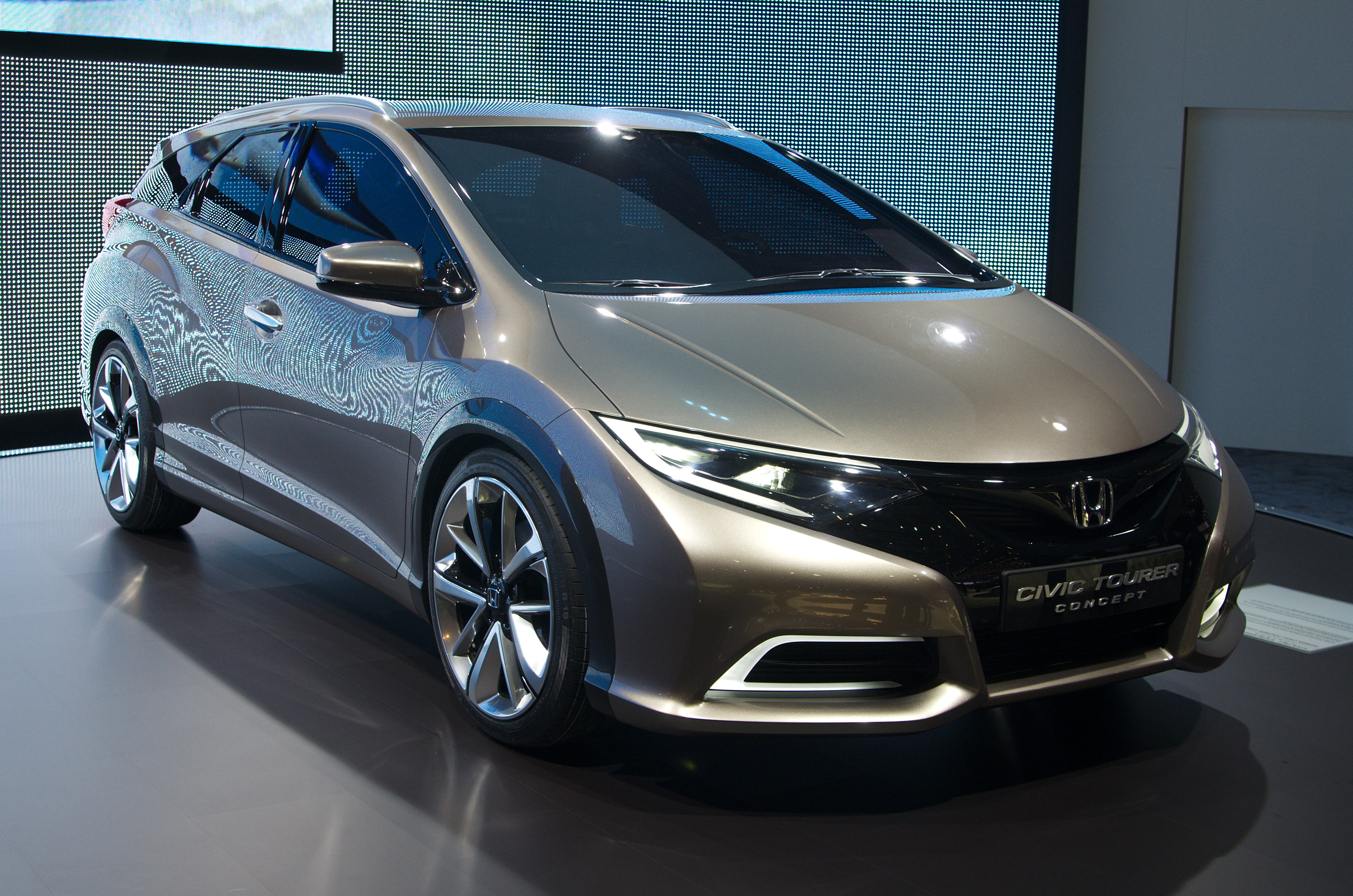
Honda Civic Tourer Concept
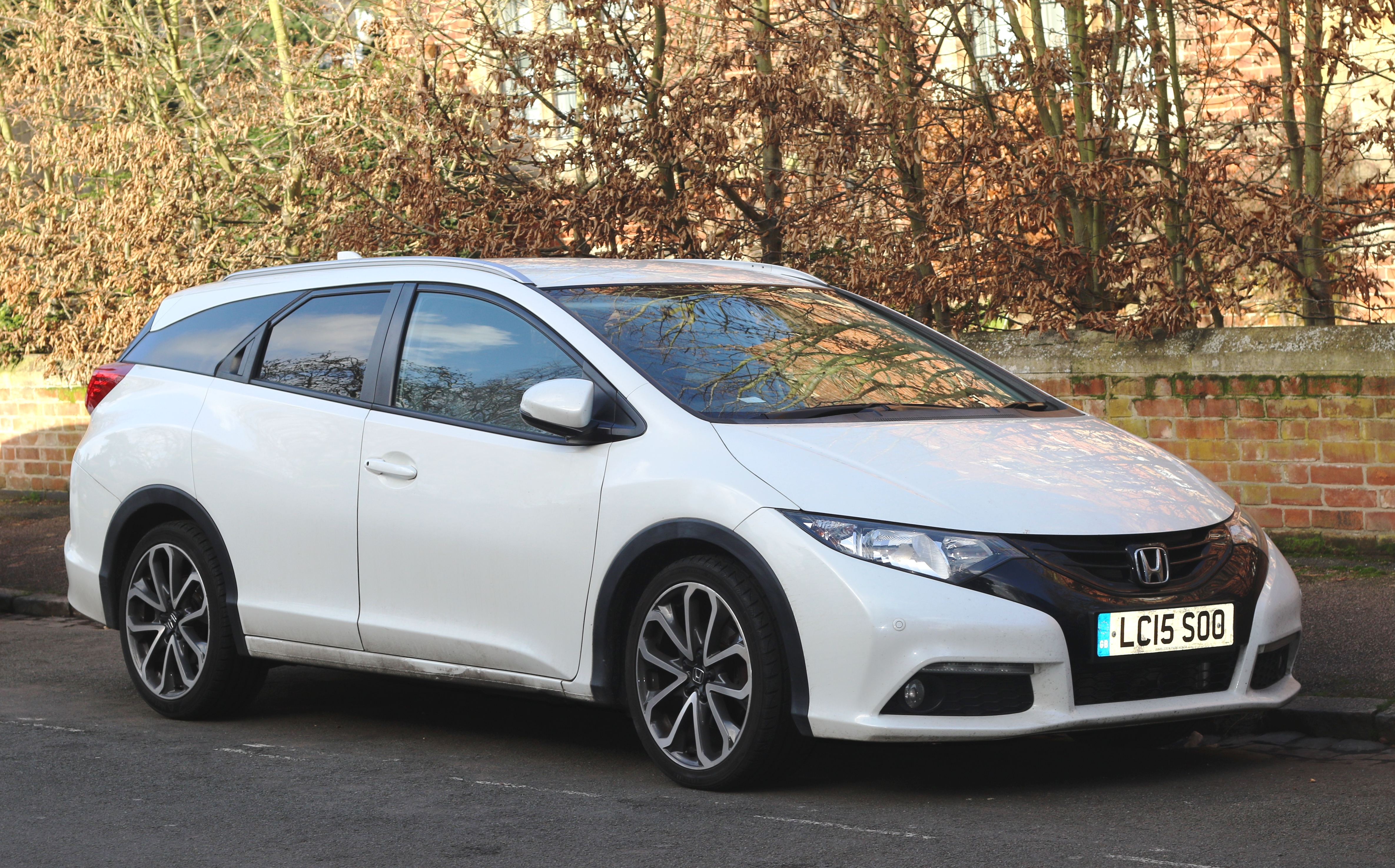
Honda Civic IX Tourer phase 1
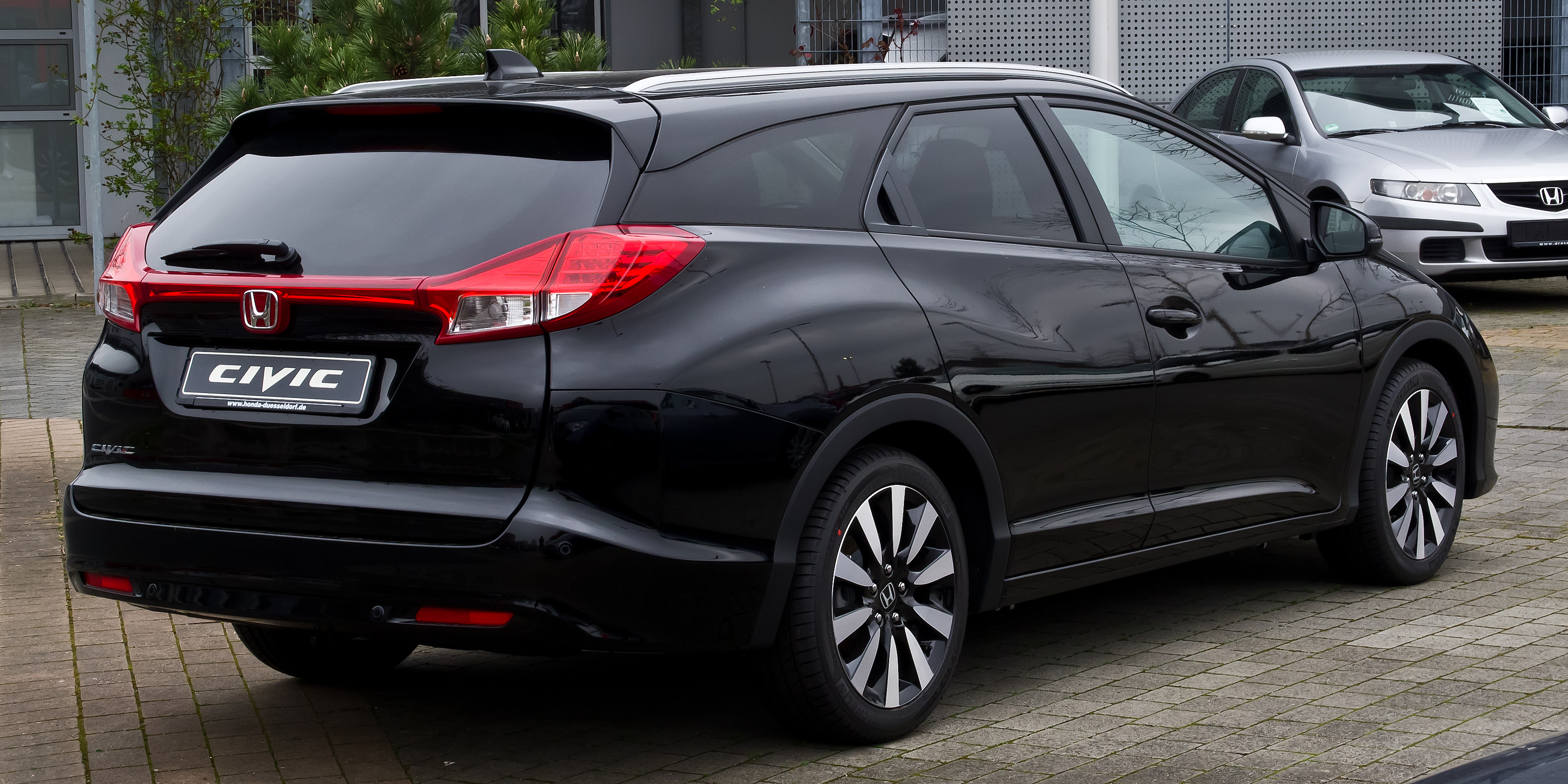
Honda Civic IX Tourer phase 1
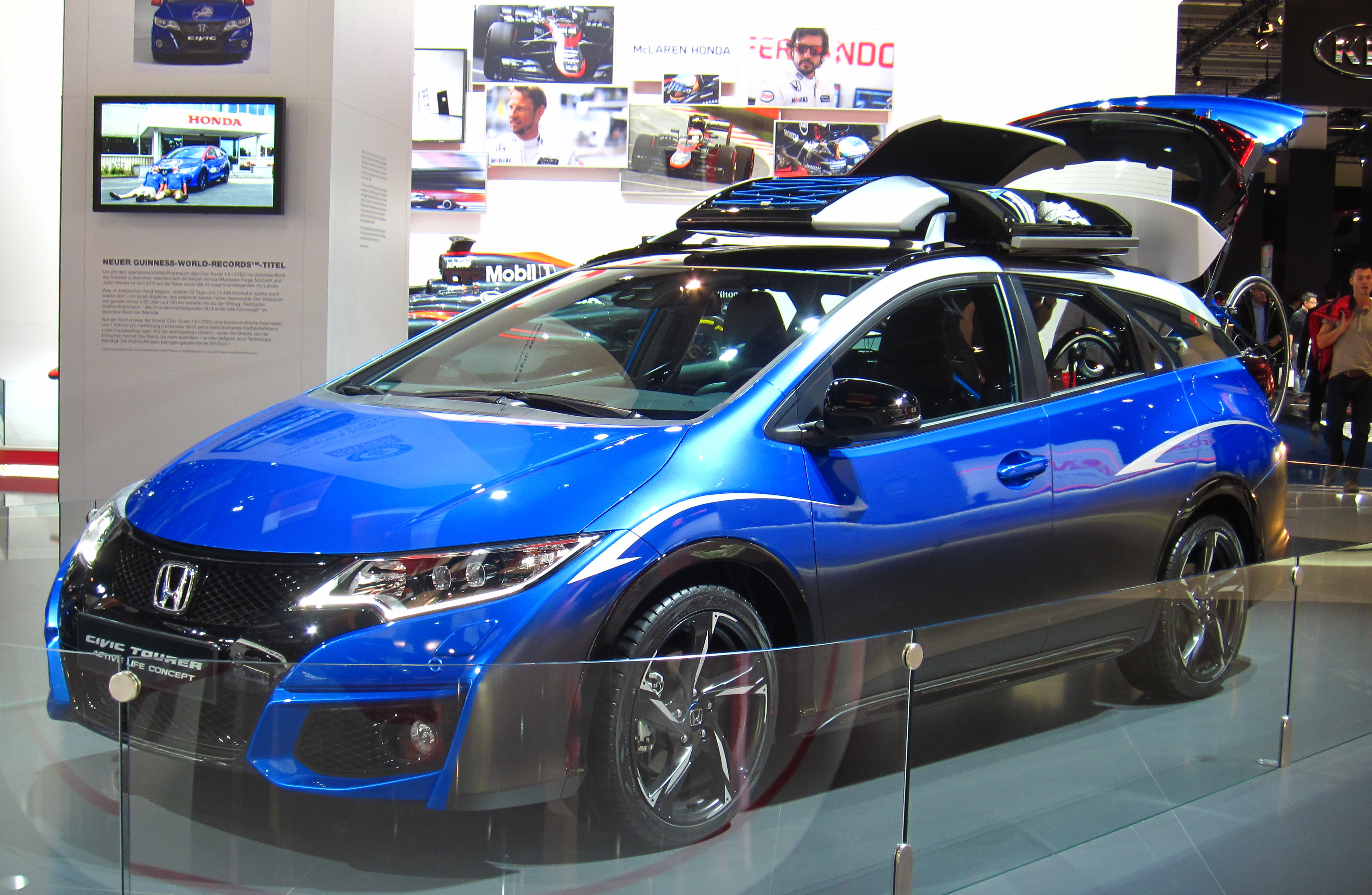
Honda Civic Tourer Active Life Concept

## Dixième génération (2016-2021)

### Amérique du Nord

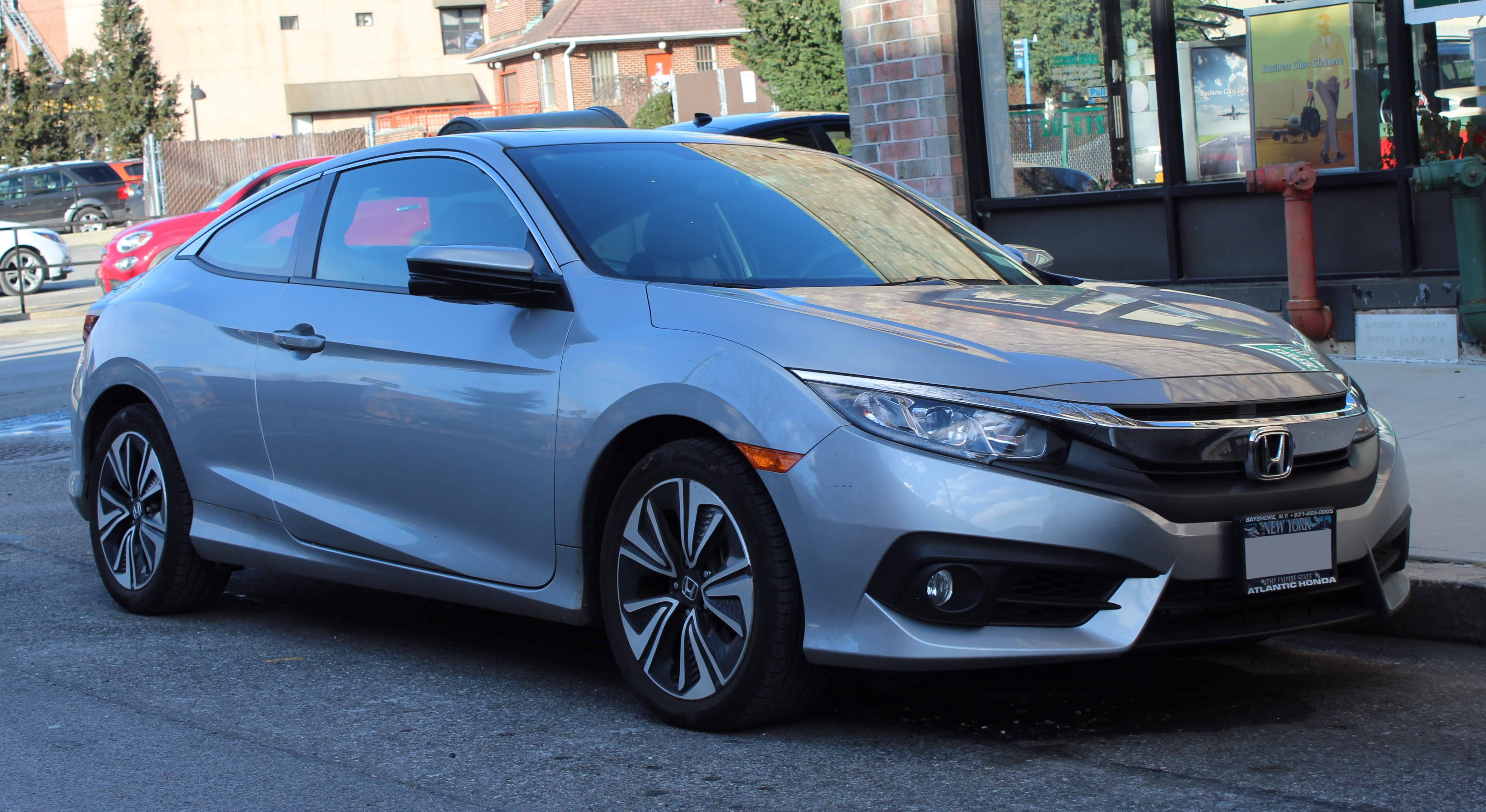
Honda Civic Coupé

La dixième génération de la Honda Civic est dévoilée par Honda au salon de New York 2015 avant d'être commercialisée à la fin de l'année. Elle existe en berline quatre portes, cinq portes et en coupé trois portes.

### Europe
En février 2016, Honda présente un concept nommé Civic Hatchback qui préfigure la dixième génération de la Civic qui est lancée en Europe en 2017, et dont le concept est dévoilé au Salon de Genève 2016 puis la version finale au Mondial de Paris 2016. La Civic X européenne est inspirée de la version américaine et reprend sa signature lumineuse des feux arrière en forme de crochet.
Cette Civic cinq portes pour l'Europe est fabriquée dans l'usine britannique de Honda, située à Swindon. C'est d'ailleurs l'ultime modèle produit par l'usine, revendue en 2021 par la marque japonaise à  Panattoni.
Parallèlement, Honda commercialise une version quatre portes, assemblée à Gebze, en Turquie, pays qui absorbe la majorité de la production de cette version. Là encore, c'est le dernier modèle fabriqué par l'usine, que Honda a choisi de revendre en 2021.
Une version diesel de puissance identique à la génération précédente (120 ch) fait son apparition en février 2018. Elle rejette 93 grammes de CO2 au km, et sa consommation annoncée se trouve sous la barre des 4 L/100 km sur route. Elle est retirée du catalogue en 2020.
La distribution est à courroie lubrifiée sur le 1.0 essence et à chaîne de distribution sur toutes les autres motorisations.
Fin 2019, la Civic reçoit un éclairage LED, un réglage électrique du siège avant en haut de gamme et une nouvelle calandre,.
Autres moteurs disponibles:
- 1.0 Turbo 3 cylindres de 126 ch, BVM ou BVA
- 1.5 Turbo 4 cylindres de 182 ch, BVM ou BVA. Retiré du catalogue en 2020.

#### Type R
La Civic Type R est une variante sportive de la Civic. Elle existe actuellement sur la dixième génération. Elle gagne 10 ch par rapport à la génération précédente, soit 320 ch.
En 2019, à la suite de sa victore des 24h du Nürburgring dans la catégorie TCR Honda présente une série limitée Honda Civic Type R 24h Rennen Nürburgring 2019 disposant d'une livrée spécifique Castrol Honda Racing inscpirée du modèle TCR et limitée à 24 exemplaires.
En 2020, Honda présente une série limitée Honda Civic Type R Limited Edition allégée de 47 kg et limitée à 100 exemplaires pour l'Europe.

## Onzième génération (2022-)
La 11e génération de Honda Civic est annoncée par le constructeur sous la forme d'un concept-car très proche de la série le 17 novembre 2020 avec la Honda Civic Concept.
La version de série est présentée en version 4 portes à la fin avril 2021. Elle est suivie par la version 5 portes en juin de la même année.

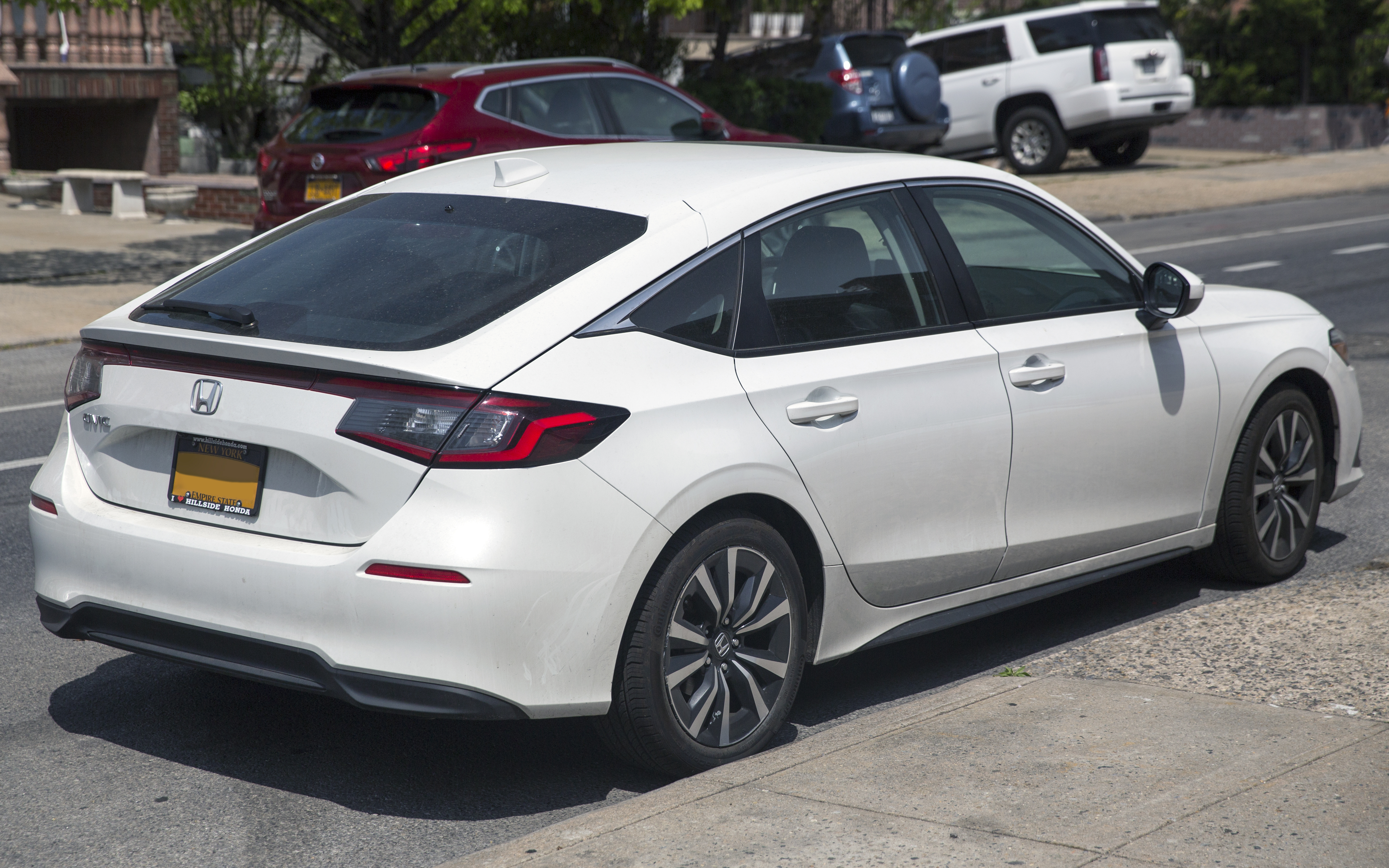
Honda Civic XI 5 portes
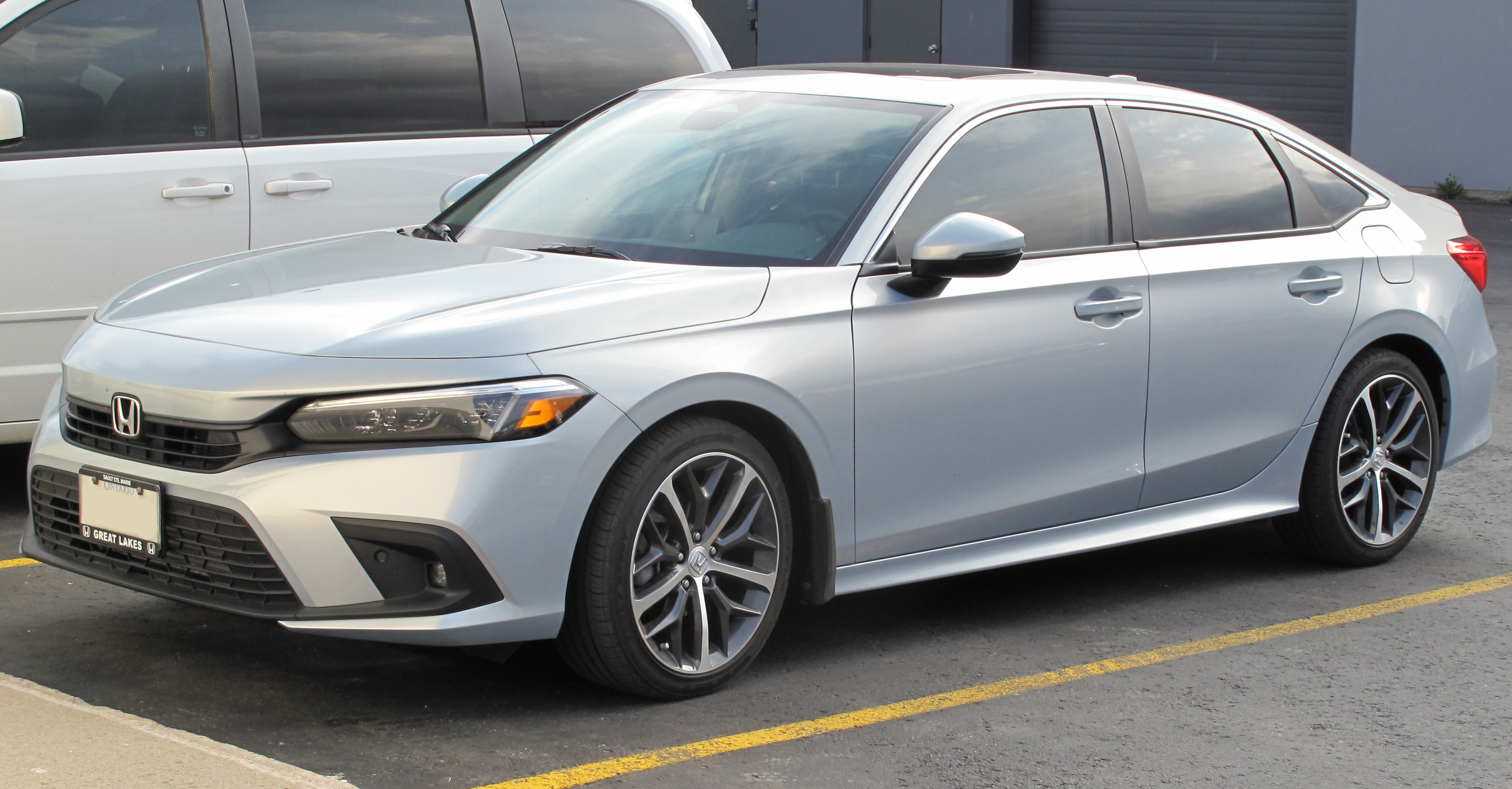
Honda Civic XI 4 portes
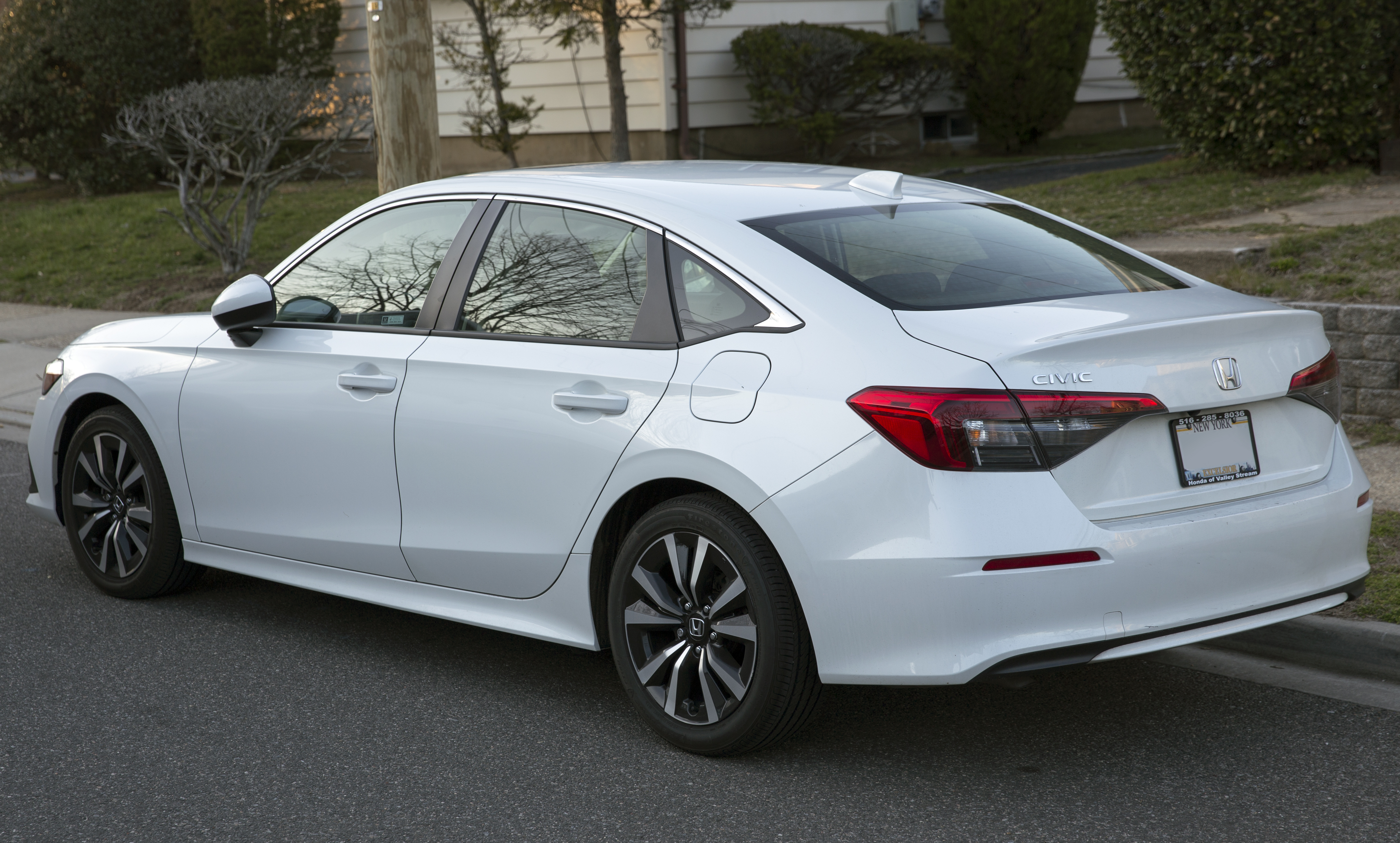
Honda Civic XI 4 portes

Comme la précédente génération, cette onzième Civic est avant tout conçue pour le marché nord-américain et sa version européenne est présentée un an plus tard, en avril 2022. Honda lance la commercialisation de la version 5 portes e:HEV (hybride) 180 ch en France dès juin 2022. La commercialisation dans le pays est toutefois interrompue de décembre 2022 à août 2023 à cause de problèmes d'approvisionnement et de la volonté de la marque de prioriser d'autres marchés. Quand le modèle revient au catalogue en France, ses prix ont augmenté de quasiment 7 000 €.
En 2024, Honda présente la phase 2 de sa Civic. Les projecteurs sont redessinés tout comme les prises d'air. Elle bénéficie d'une variante sportive R.

### Type R
Une version Type R de 330 ch est également annoncée (70 exemplaires pour la France).

### Finitions
Niveaux de finitions disponibles en France au lancement du véhicule:
- Executive
- Sport
- Advance

## Honda Civic Aerodeck et liftback (1995-2000)

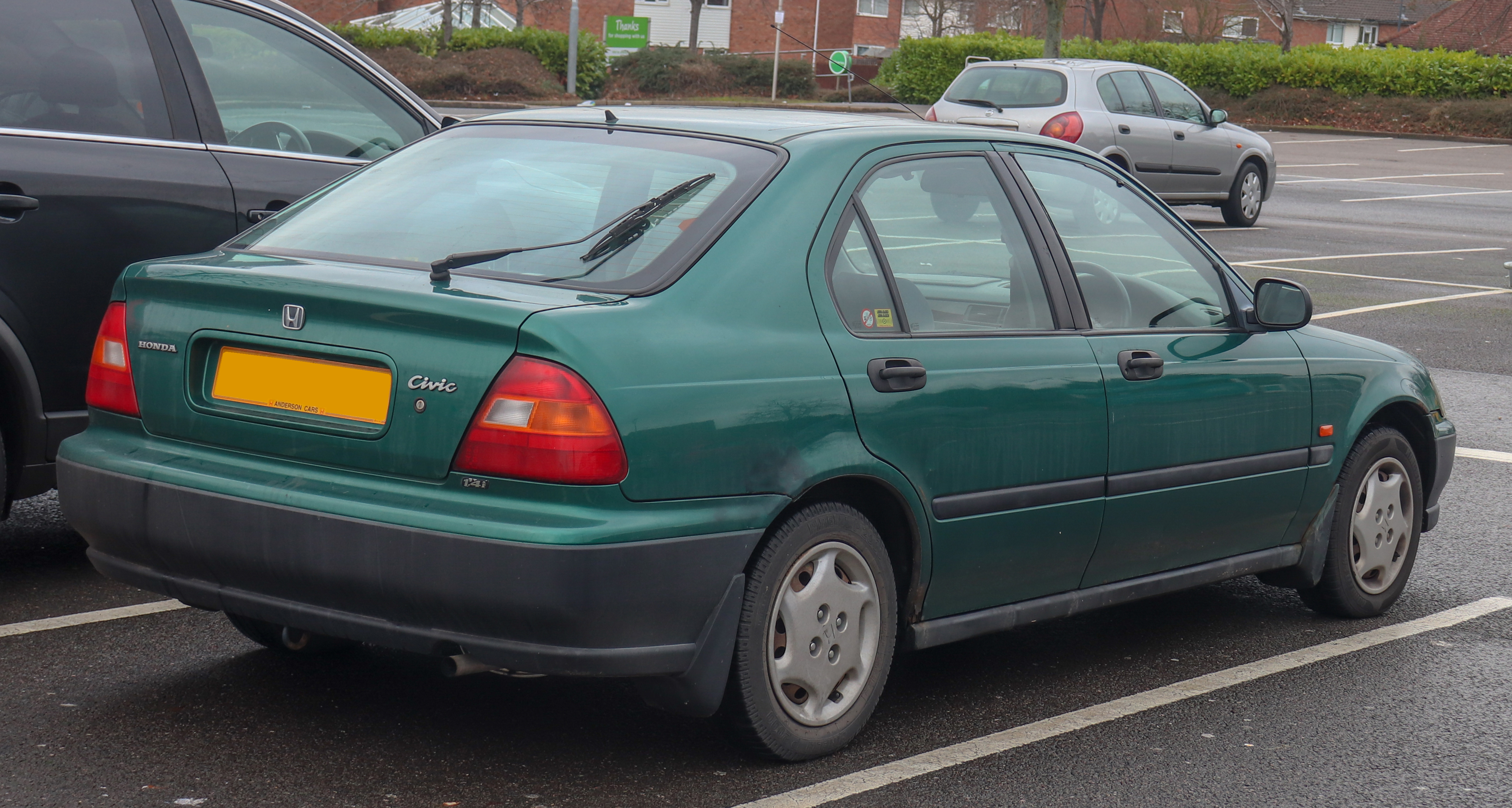
Honda Civic liftback phase 1

Fabriquées dès 1995 au Royaume-Uni en partenariat avec Rover, elles sont fortement liées à leur cousine anglaise, la Rover 400. Les Civic Aerodeck et liftback sont destinées exclusivement au marché européen, où les véhicules 5 portes à hayon sont très prisés. La carrosserie liftback est chargée de remplacer la Honda Concerto comme offre 5 portes à hayon. Le break Aerodeck est un ajout familial à la gamme Civic.

Les Civic Aerodeck et liftback sont des dérivés de la Honda Domani de première génération, un modèle commercialisé en Asie de l'Est à partir de 1992. Cette dernière est proche techniquement de la Civic de cinquième génération, les soubassements des Civic Aerodeck et liftback ont donc une génération de "retard" à leur sortie. 

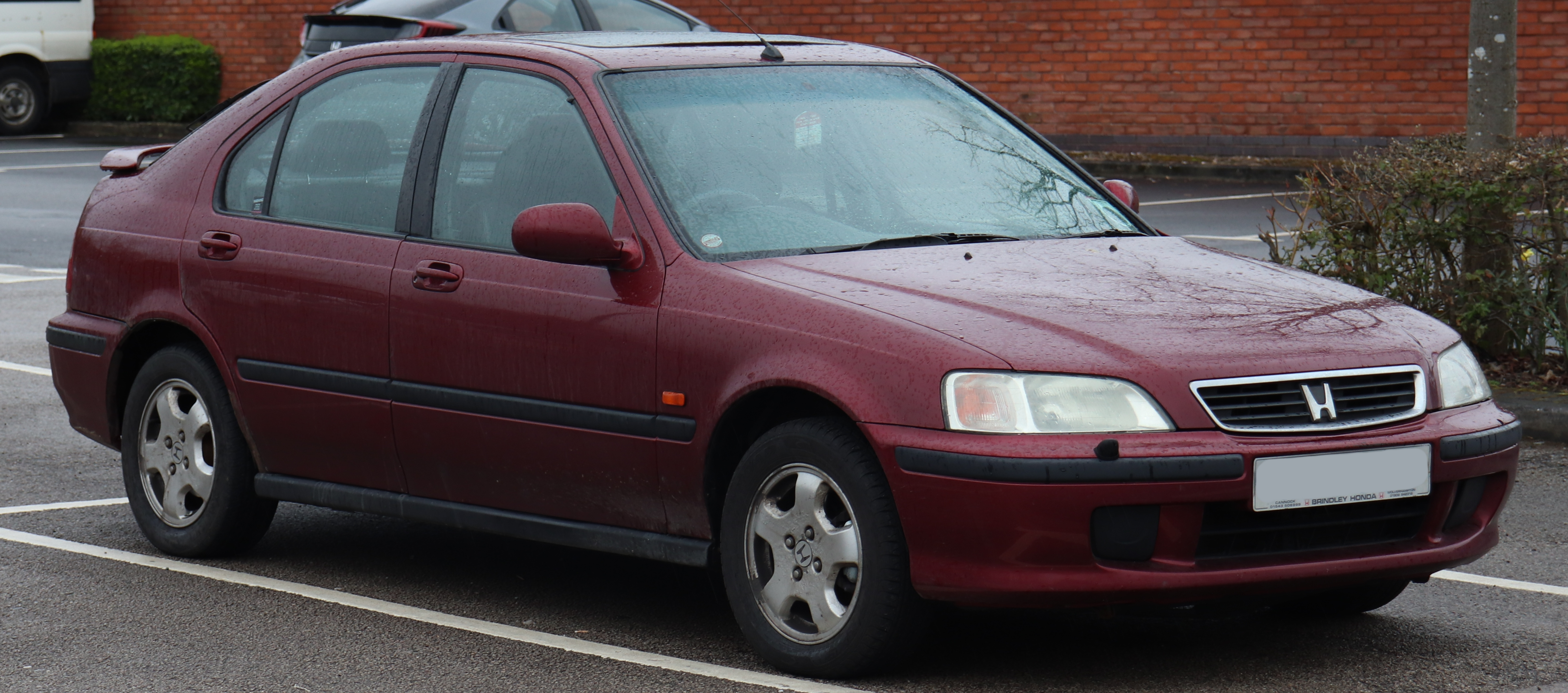
Honda Civic liftback phase 2
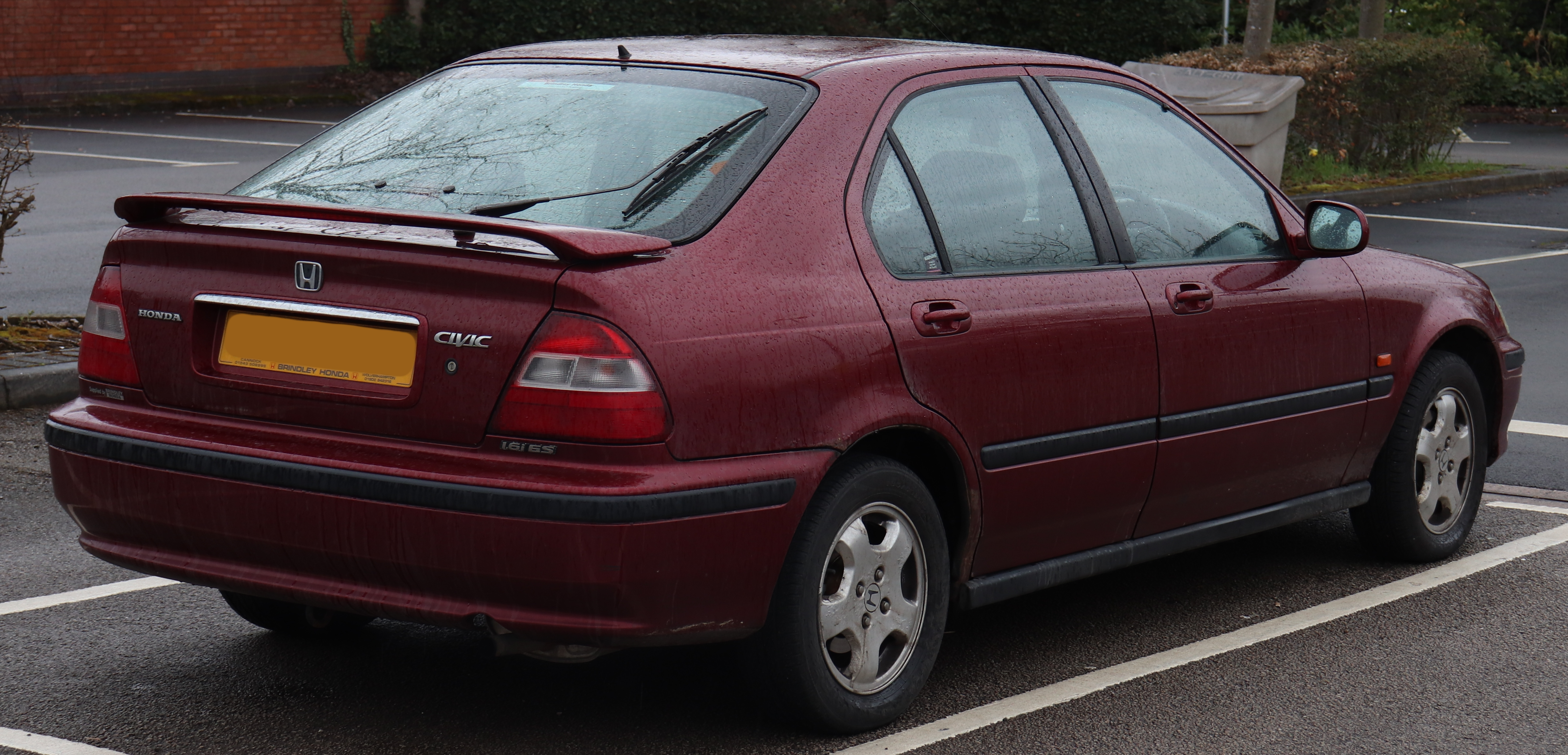
Honda Civic liftback phase 2
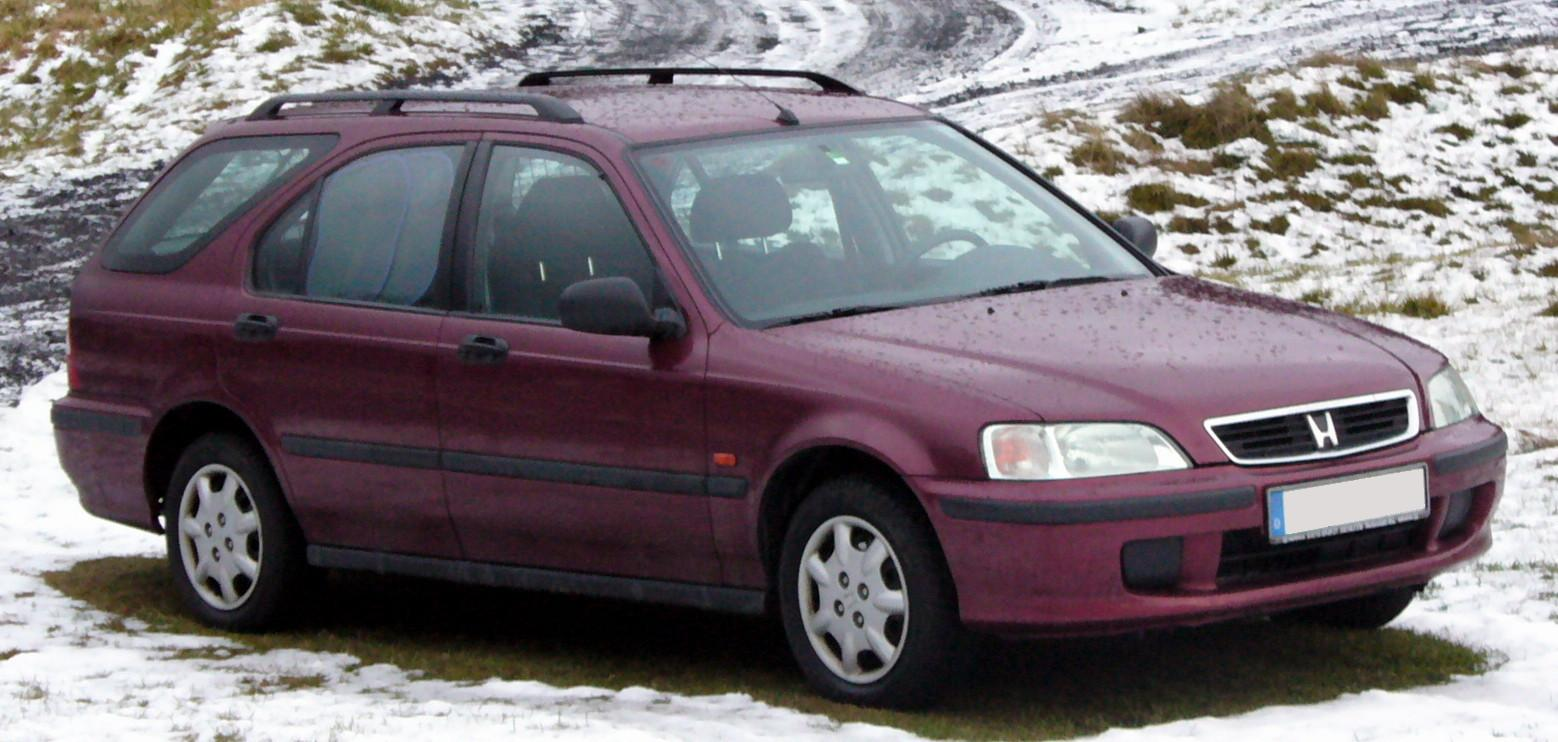
Honda Civic Aerodeck
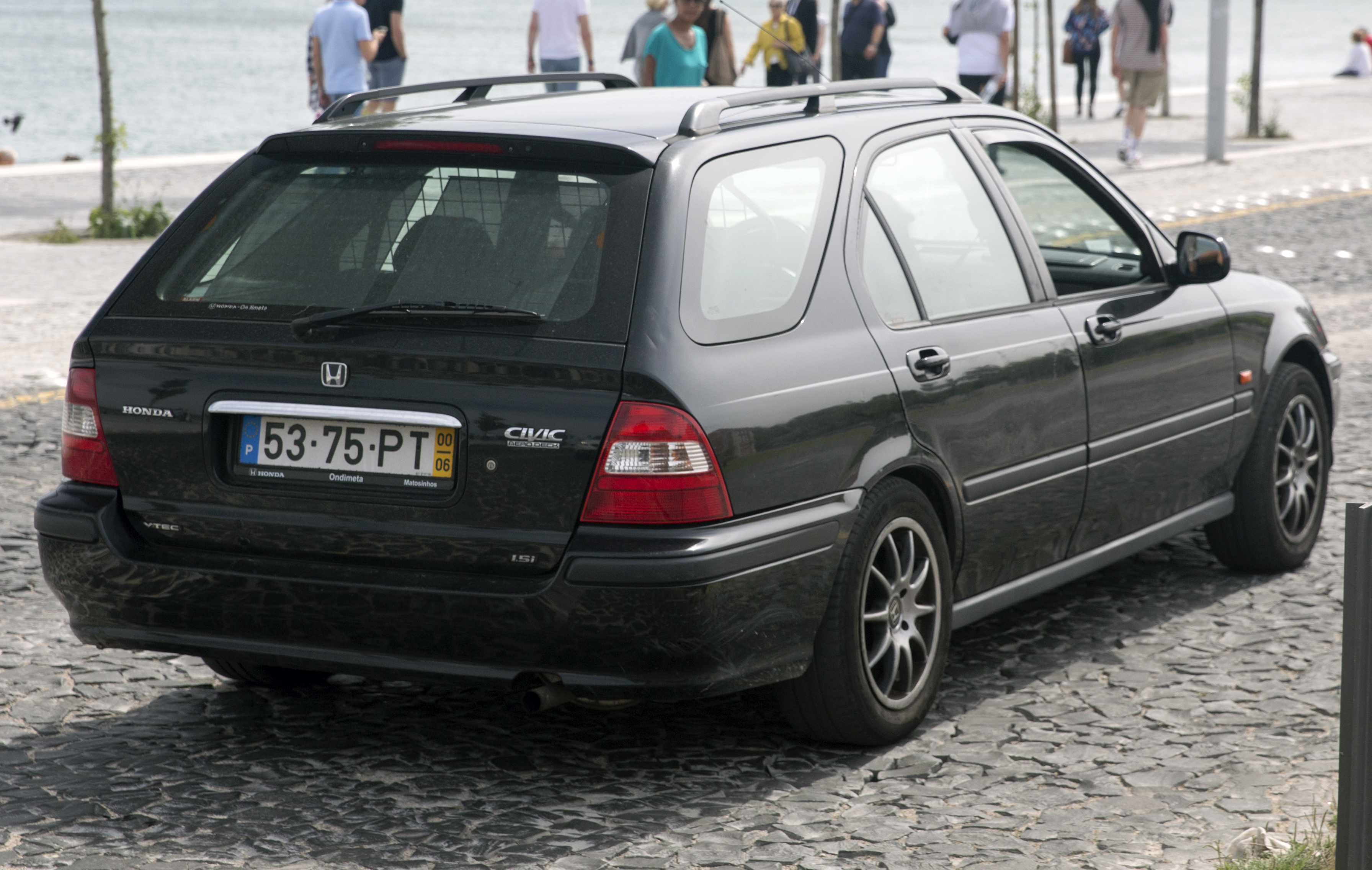
Honda Civic Aerodeck

### Honda Civic 1.8 VTI (MB6)
Cette version méconnue fut commercialisée de 1997 à 2000. Fabriquée au Royaume-Uni, elle est équipée d'un moteur Honda 1.8 de 169 ch (B18C4) et d'une boîte de vitesses 5 rapports avec autobloquant Torsen.